# François Joseph Paul de Grasse
Pour les articles homonymes, voir De Grasse.
François Joseph Paul, marquis de Grasse Tilly, comte de Grasse, né au château des Valettes du Bar (actuellement Tourrettes-sur-Loup, Alpes-Maritimes) le 13 septembre 1722, et mort le 11 janvier 1788 au château de Tilly (dans les actuelles Yvelines), est un officier de marine français qui sert la Marine royale française. Il assume divers commandements lors des guerres de Succession d'Autriche et de Sept Ans avant de terminer sa carrière comme lieutenant-général lors de la guerre d'indépendance américaine.
Nommé en 1781 commandant de la principale escadre française, son action résolue dans la baie de la Chesapeake permet la victoire décisive de Yorktown. Lourdement battu et capturé en 1782 à la bataille des Saintes, il connaît la disgrâce royale jusqu'à sa mort, même si ce combat est sans conséquence sur la suite de la guerre. Les historiens l'ont réhabilité et les marines américaines et françaises donnent régulièrement son nom à de grosses unités de guerre.

## De l'ordre de Saint-Jean de Jérusalem au service du roi de France

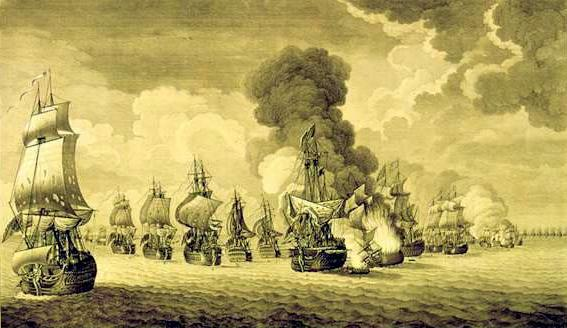
Diego De Mesa, La bataille du cap Sicié (22 février 1744). Ce combat, appelé « bataille de Toulon » par les Anglais et les Espagnols, voit le premier engagement naval de Grasse.

Dernier garçon d'une famille de la noblesse provençale issue des anciens princes d'Antibes, François-Joseph de Grasse naît au château familial de Tourrettes-sur-Loup (le château des Valettes) où il passe la plus grande partie de son enfance.
En 1733, François-Joseph de Grasse est reçu de minorité dans l'ordre de Saint-Jean de Jérusalem comme page du grand maître de l'Ordre. En 1740, après six années d'apprentissage ponctuée de caravanes sur les galères de l'Ordre, François-Joseph Paul de Grasse renonce à prononcer ses vœux de frère-chevalier et choisit d'entrer au service du roi de France.
Enseigne de vaisseau en 1743, il se retrouve engagé dans les combats de la guerre de Succession d'Autriche. Le 22 février 1744, il participe sur le Diamant au combat du cap Sicié, puis fait campagne aux Antilles et passe en 1746 sur le Castor avec lequel il participe à la capture d'une corvette anglaise sur les côtes d'Acadie. En 1747, il embarque sur la Gloire dans l'escadre de La Jonquière, où il est blessé et fait prisonnier au combat du cap Ortegal contre l'escadre anglaise de l'amiral Anson (15 mai 1747).
La guerre terminée, il fait une croisière en 1752 au Levant, sur la Junon. Il est ainsi promu lieutenant de vaisseau en 1754, et fait campagne sur l’Amphion en 1755 à Saint-Domingue. La guerre avec l'Angleterre reprend en 1756, et il participe en 1757 sur le Tonnant à la défense de Louisbourg dans la concentration navale de Dubois de La Motte. La même année, il commande le Zéphyr en croisière sur les côtes d'Afrique.
En 1762, il devient capitaine de vaisseau et commande l'année suivante le Protée aux Antilles alors que se termine la guerre de Sept Ans qui a vu la Marine royale enregistrer de lourdes défaites et la destruction de l'essentiel du premier empire colonial français.
En 1765, il commande L'Héroïne dans l'escadre de du Chaffault lors de l'expédition de Larache, puis l’Iris en 1772 en escadre d'évolutions. En 1775, il dirige L'Amphitrite aux Antilles, puis L'Intrépide en 1776. Grasse se taille une réputation de bon manœuvrier. C'était « un homme de haute taille, peu sympathique […], avec son visage de bouledogue, lourd, fermé, sévère, le nez fort, la bouche épaisse et méprisante, comme le représente une toile de Jean-Baptiste Mauzaisse au musée de Versailles. Cet ancien chevalier de Malte, qui avait bourlingué sur toutes les mers, était craint des officiers et des matelots. »
Le 28 janvier 1764, il épousa Antoinette Rosalie Accaron à Versailles ; celle-ci mourut en 1773. Il épouse Marie Catherine Pin en deuxièmes noces le 16 octobre 1775 au Port-de-Paix à Saint-Domingue puis, le 11 février 1786, il épouse Christine Marie Delphine Lazare de Cibon en troisièmes noces.
En 1776, une partie des colons anglais d'Amérique proclament leur indépendance. Les Insurgents sollicitent l'aide du roi de France. Louis XVI et ses ministres hésitent longuement, puis s'engagent auprès de la jeune république américaine pour venger les défaites de la guerre de Sept Ans et combattre les prétentions anglaises à un contrôle total des mers.
En 1778, la guerre éclate donc de nouveau entre la France et l'Angleterre. Ce nouveau conflit lui offre l'occasion de se distinguer et d'entrer dans l'Histoire.

## La bataille de la Chesapeake: le héros de la guerre d'indépendance américaine (5 septembre 1781)

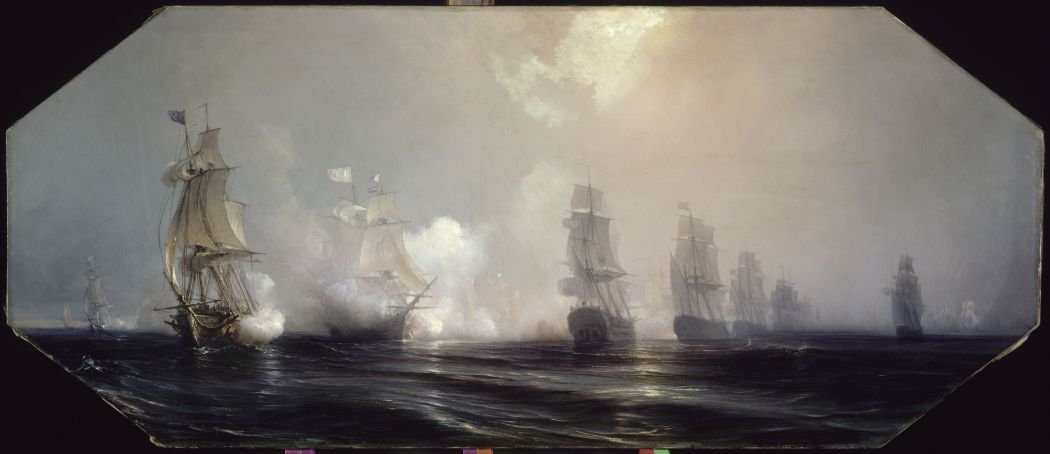
Théodore Gudin, La Bataille de la Chesapeake (XIXe siècle). À gauche, l’Auguste (80 canons) au combat.

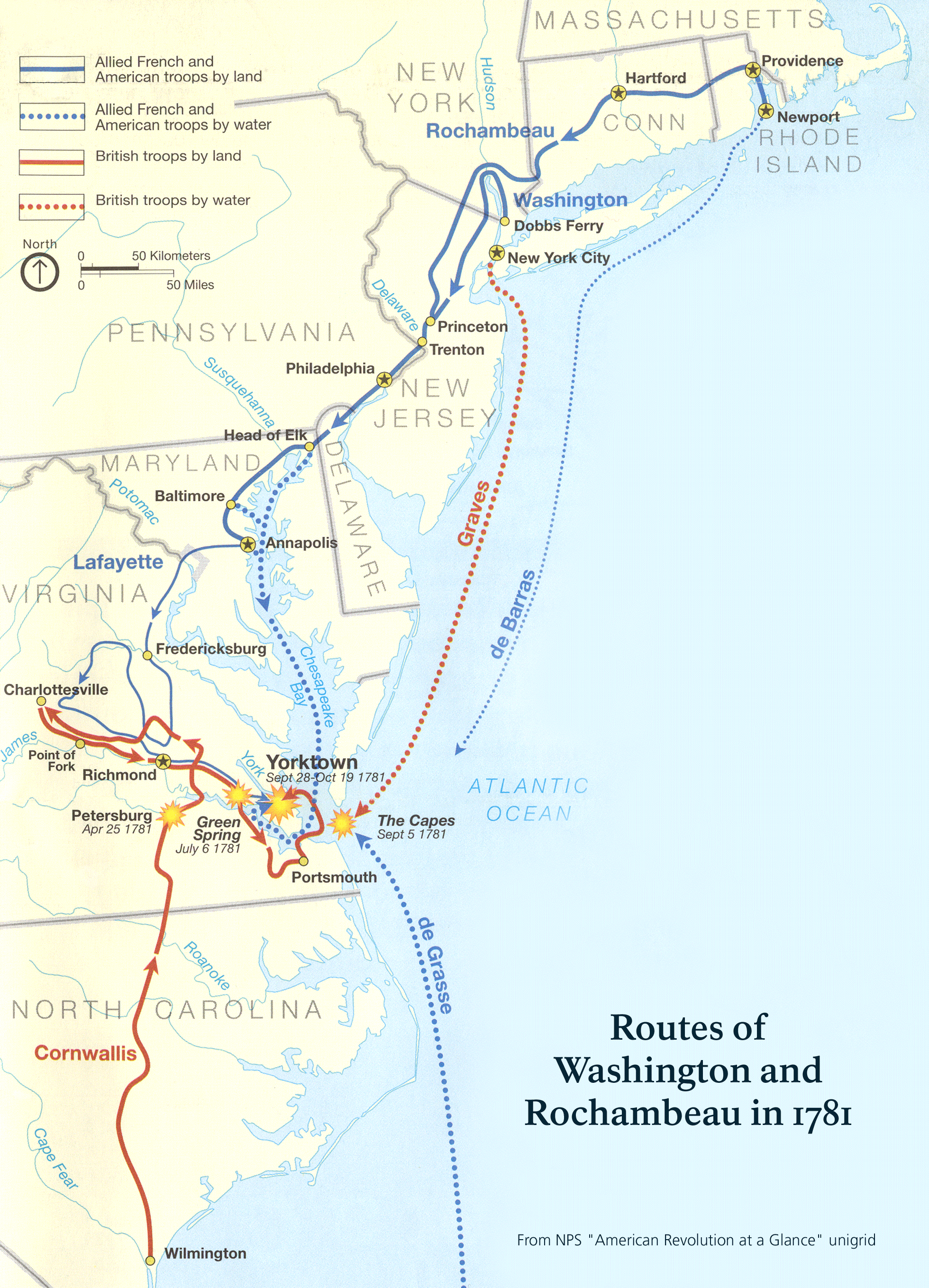
Les opérations militaires sur la côte américaine en 1781, carte américaine en anglais.

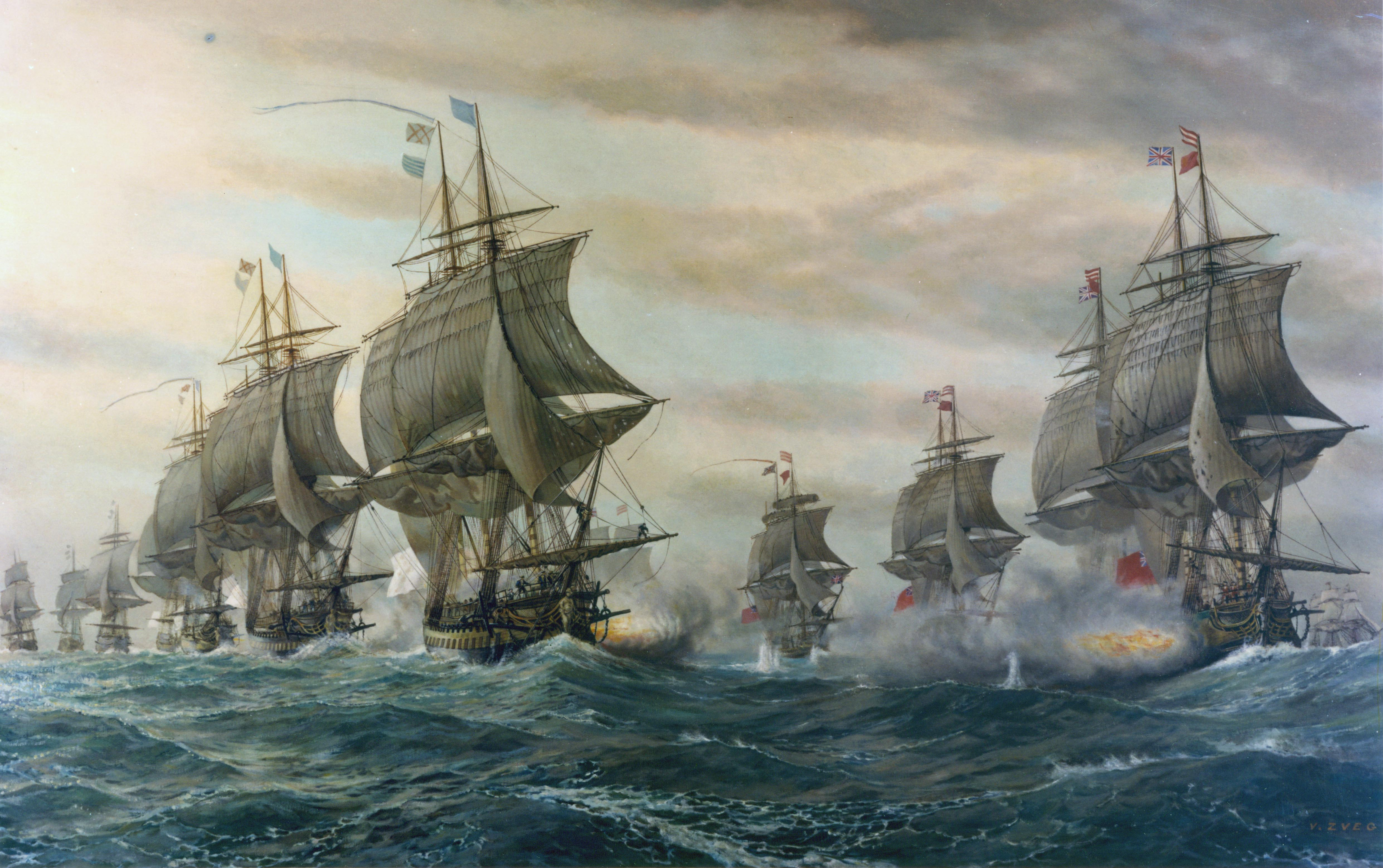
V. Zveg, Bataille de Chesapeake, le 5 septembre 1781 (1962), Norfolk, Hampton Roads Naval Museum. Le Ville de Paris et l’Auguste.

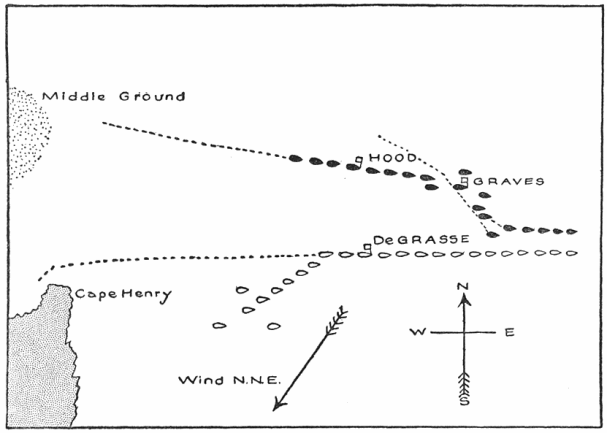
Le plan d'engagement des deux flottes lors de la bataille de la Chesapeake. Carte anglaise (vers 1920).

À l'ouverture du conflit, Grasse est nommé chef d'escadre des armées navales et sert sous les ordres d'autres amiraux. Dans l'escadre d'Orvilliers, il commande le Robuste lors de la bataille d'Ouessant, le 27 juillet 1778, puis rejoint avec une flottille de renfort l'escadre d'Estaing aux Antilles et prend part aux combats de la Grenade, le 6 juillet 1779, et de Savannah, en août-septembre 1779. En 1780, il commande une division dans l'escadre de Guichen et se distingue aux trois combats livrés au commodore Rodney, au large de la Dominique.
En mars 1781, de Grasse est nommé lieutenant général des armées navales et reçoit enfin le commandement d'une grande escadre, avec pour mission principale de partir aux Antilles, pour couvrir la défense des îles du Vent. Il met son pavillon sur le Ville de Paris et appareille de Brest le 22 mars, à la tête de vingt vaisseaux, trois frégates et 120 bâtiments transportant 3 200 hommes de troupe. L'escadre arrive le 28 avril à la Martinique, obligeant l'amiral Hood à lever le blocus de Fort-Royal, où de Grasse entre le 6 mai.
Un de ses premiers succès est la prise de l'île de Tobago, action menée en coordination avec les troupes du gouverneur des îles françaises, le marquis de Bouillé. Grasse couvre le débarquement des 3 000 hommes de Bouillé qui forcent la garnison anglaise à une rapide capitulation alors que l'escadre de Rodney, arrivée en renfort, préfère ne pas engager le combat.
Le 5 juillet, Grasse appareille pour Saint-Domingue en escortant un gros convoi. Au mouillage de Cap-Français (aujourd'hui Cap-Haïtien, au nord-ouest de l'île de Saint-Domingue), de Grasse reçoit l'appel à l'aide de George Washington et du général Rochambeau, le commandant du corps expéditionnaire français, débarqué le 11 juillet de l'année précédente dans le Rhode Island. Cette troupe d'un peu moins de 6 000 hommes a passé l'hiver dans un camp retranché à Newport, en attendant les renforts promis par Louis XVI.
La situation des insurgés Américains est alors très difficile : pas d'argent, plus de médicaments, des désertions en masse, deux importantes armées anglaises stationnant à New York et en Virginie… Les troupes anglaises installées à New York sont nombreuses et solidement retranchées.
Rochambeau conseille à Washington de marcher plutôt vers l'armée anglaise du sud commandée par Charles Cornwallis, installé dans la presqu'île de Yorktown à l'entrée de la baie de Chesapeake. Depuis son camp retranché, Cornwallis peut menacer les environs en recevant des renforts de la mer, car les escadres anglaises patrouillent le long de la côte américaine. Mais cette position peut aussi se transformer en piège mortel, si une armée parvient à bloquer la presqu'île de Yorktown, et si la flotte anglaise est tenue à distance de l'entrée de la baie. Une première tentative de débarquement de troupes, menée en mars 1781 par Destouches à la demande de Washington avait d'ailleurs échoué, après un bref combat naval face à l'escadre d'Arbuthnot.
De Grasse, qui n'a pas d'ordre précis de Versailles, envisage de monter une attaque sur la Jamaïque ou éventuellement New York. Il accepte cependant le plan qui lui est proposé.
L'escadre de Barras de Saint-Laurent, immobilisée à Newport, où elle est inactive depuis le premier combat de la Chesapeake, accepte de se joindre à l'opération. C'est un renfort important, qui donne une très nette supériorité navale aux Français pour tenter cette opération de grande envergure.
Grasse emprunte sous sa signature 500 000 piastres à des banquiers espagnols et fait embarquer sur sa flotte les sept régiments destinés à attaquer la Jamaïque, avec un petit corps de dragons et d'artilleurs : 3 200 hommes en tout, avec du matériel de siège, des canons et des mortiers. Le moral, stimulé par les victoires précédentes, est très élevé. L'escadre se sent forte au point de couper au travers des écueils du canal de Bahama jusqu'alors inconnu aux flottes françaises.
Commence alors une « opération combinée extraordinaire. Il joue sur les distances maritimes qui séparent les différents théâtres d'opération pour créer la surprise et obtenir une supériorité décisive face à un ennemi qui ne s'y attend pas. » Les troupes de Rochambeau, très éloignées de Yorktown, commencent une marche forcée vers le sud de plus de 600 km, en laissant de côté l'armée anglaise de New York, alors que les quelques centaines de cavaliers de La Fayette et du général Waine remontent vers la baie jusqu'à Williamsburg.
Mais l'essentiel vient de la mer : le 30 août, les vingt-huit navires de ligne et les quatre frégates de Grasse se présentent à l'entrée de la rivière Chesapeake et jettent l'ancre dans la baie de Lynnhaven. Le débarquement des troupes, sous les ordres du marquis de Saint-Simon, commence aussitôt. La situation des Français reste pendant plusieurs jours extrêmement aventureuse, car avec 8 000 soldats réguliers et 9 000 américains loyalistes, Cornwallis dispose de forces très supérieures. L'armée de Rochambeau est encore loin, mais Grasse envoie quatre navires bloquer les rivières James et York.
Le 5 septembre, l'opération de débarquement n'est pas encore achevée qu'une flotte se présente à l'horizon, mais ce n'est pas celle de Barras de Saint-Laurent. Ce sont les pavillons des Anglais Hood et Graves qui apparaissent dans les longues vues, avec 19 navires de ligne (ou 20 selon les historiens[Lesquels ?]) et sept frégates. L'instant est décisif pour les Français, qui d'assiégeants risquent de se retrouver en situation d'assiégés, enfermés dans la baie.
Mais de Grasse réagit aussitôt : il stoppe le débarquement, laisse filer les ancres et, fin manœuvrier, il se prépare à engager le combat, avant que l'escadre anglaise ne bloque la baie entre les caps Charles et Henry. Grasse a un atout important : il a plus de vaisseaux (il en engage 24 sur 28, mais plus de mille marins français n'ont pas eu le temps de rembarquer) que les deux amiraux anglais.
Côté anglais, Hood, trop sûr de lui — car il est du côté du vent — laisse passer sa chance en attendant que les Français se déploient pour ouvrir le feu. À cette première erreur, s'ajoute une confusion dans la compréhension des signaux : l'avant-garde anglaise s'éloigne de son centre et de son arrière-garde, alors que les Français ouvrent le feu. La tombée de la nuit sépare les combattants. La bataille dure quatre heures et se révèle indécise, concentrée essentiellement sur les deux avant-gardes.
Cependant, la flotte anglaise a beaucoup souffert : cinq vaisseaux sont très abimés et l'un d'eux doit être sabordé dans la nuit. Hood et Graves restent encore au large jusqu'au 9 septembre, alors que de Grasse cherche à reprendre le combat. En vain. Les deux chefs anglais finissent par rentrer sur New York pour réparer. Grasse regagne à son tour son mouillage en saisissant au passage les frégates anglaises Isis et Richemond.
Cette retraite anglaise signe la victoire de Grasse à la « bataille des caps », que l'histoire retient sous le nom de bataille de la baie de Chesapeake. La nasse de Yorktown est désormais fermée : Cornwallis ne peut plus attendre aucun secours de la mer.

## Le vainqueur oublié de Yorktown (19 octobre 1781)

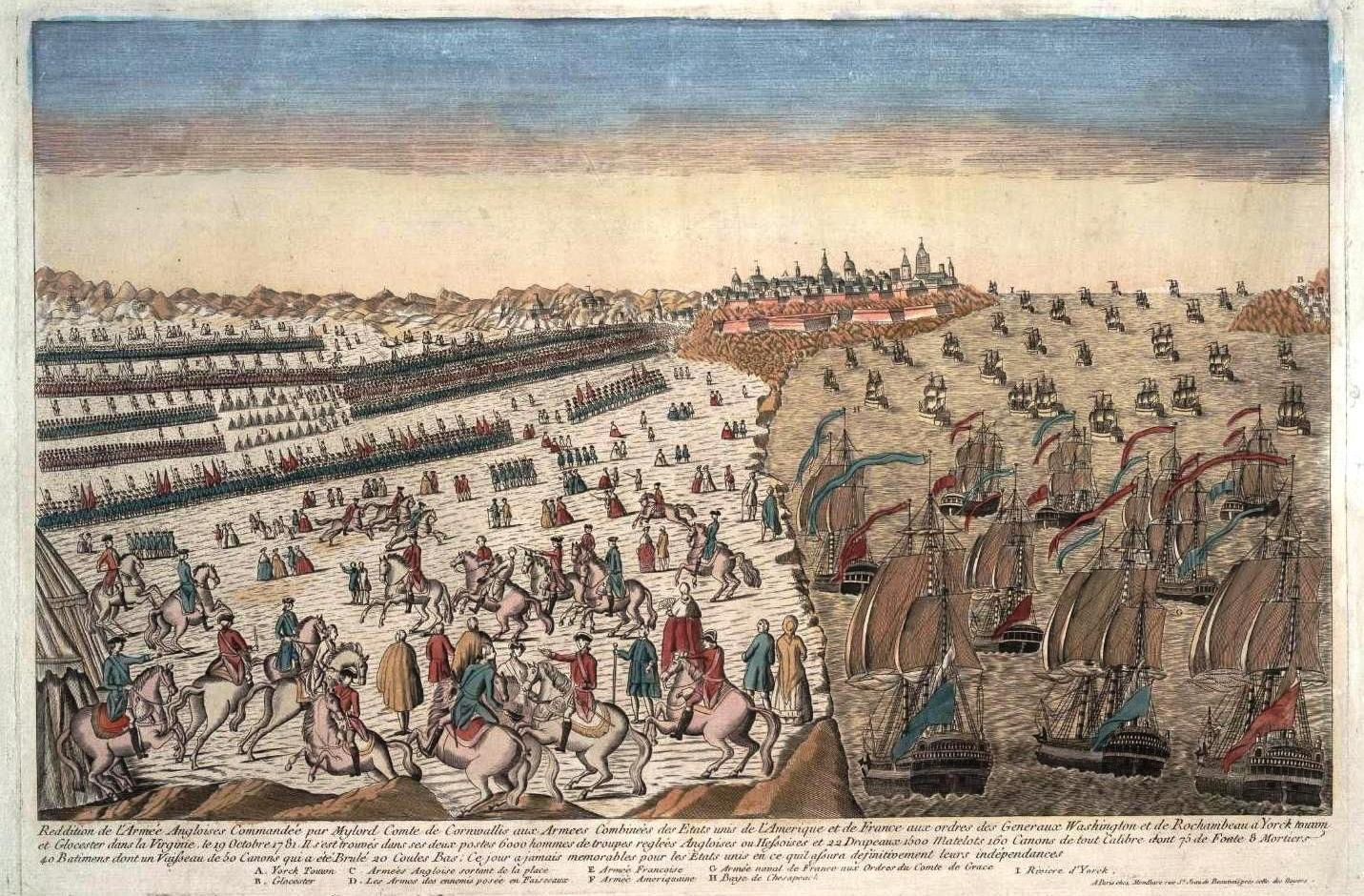
Vue générale de la capitulation de Yorktown le 19 octobre 1781, avec le blocus de la flotte française. Le rôle de Grasse a été essentiel dans cette victoire.

De Grasse reprend aussitôt le blocus. Il débarque 2 500 marins pour renforcer les 3 200 hommes de Saint-Simon, alors que le 9 septembre (jour où s'enfuit la Royal Navy) arrive l'escadre de Barras de Saint-Laurent qui s'est faufilé le long de la côte : douze vaisseaux neufs avec dix-huit transports chargés du matériel de siège (essentiellement de l'artillerie). De Grasse organise aussi une flottille pour transporter sur 200 km dans la baie les troupes de Rochambeau arrivées à Annapolis, alors que Washington qui marche le long de la côte arrive à Williamsburg le 14 septembre.
Le 17 septembre, de Grasse et Washington se rencontrent sur le navire amiral de de Grasse, le Ville de Paris, pour organiser les opérations. À New York, Clinton reste sans réaction, car il ne comprend pas la destination prise par Rochambeau et Washington. Lorsqu'il se décide enfin le 17 octobre à envoyer 7 000 hommes en renfort vers le sud, il est beaucoup trop tard.
Cornwallis, qui n'a plus rien à espérer de la mer, se retranche au bout de la presqu'île, dans la petite bourgade de Yorktown. Le 29 septembre commence l'investissement de la place par les coalisés : 3 600 Américains et 11 000 Français.
Washington, qui a le commandement théorique, mais qui n'a ni les effectifs, ni l'expérience de la guerre de siège, doit laisser faire les Français. Après douze jours et douze nuits passés à s'approcher des positions anglaises en creusant des tranchées, l'artillerie entre en action. Les nouveaux canons Gribeauval incendient deux des trois frégates dans le port, qui contenaient des stocks de munitions. Ils concentrent ensuite leurs tirs sur les deux redoutes (forts), positions capitales pour les Britanniques.
Au feu terrestre s'ajoute le feu des canons de marine des 28 vaisseaux de l'Amiral de Grasse. Écrasée par cette pluie de boulets, la position de Cornwallis devient vite intenable, d'autant qu'il n'a presque plus de munitions et de vivres.
Le 19 octobre 1781, il doit capituler sans conditions, avec ses quatorze régiments anglais et mercenaires hessois.
Cette éclatante victoire laisse aux vainqueurs 214 canons, 22 étendards et 8 000 prisonniers qui défilent en habit rouge entre une rangée de soldats français et une autre rangée d'Américains. La nouvelle de la victoire est accueillie par des transports de joie dans toute l'Amérique et à Versailles.
« Jamais la France n'eut un avantage aussi marqué sur l'Angleterre que celui-là » dit Rochambeau en triomphant. Défaite d'autant plus humiliante que Cornwallis, ancien chambellan et aide de camp de George III, était considéré jusque-là comme l'un des espoirs de l'armée anglaise. Sur le papier il reste encore aux Britanniques des troupes considérables à New York (30 000 hommes) et Charleston pour continuer la guerre.
Mais pour le gouvernement anglais la nouvelle est un désastre : « It's all over » soupire Lord North dont le ministère tombe en mars 1782.
Les Anglais ont payé le prix de leur dispersion, de la lenteur des communications, de l'absence de coordination et des tensions entre Sir Henry Clinton, général en chef, et l'impétueux Lord Charles Cornwallis.
Yorktown n'est pas une victoire terrestre, mais bien avant tout une victoire navale. Les Insurgés américains sont définitivement sauvés. Comme l'a souligné l'historien américain Morrison, sans la victoire du comte de Grasse, ce n'est pas la reddition de Cornwallis, mais celle de George Washington que l'histoire aurait enregistrée. Yorktown serait même un « Waterloo naval », selon l'historien américain Emil Reich. Yorktown apparaît effectivement comme une victoire de la mer contre la terre.
Sans l'action de la flotte française, apportant hommes et matériel, puis coupant Cornwallis de son soutien naval, rien n'aurait été possible. Le rôle de l'amiral de Grasse, qui a assuré une bonne coopération interarmes et interalliée, doit être souligné, car l'histoire militaire regorge de campagnes manquées à cause des désaccords entre les généraux sur le choix des objectifs et l'emploi des moyens disponibles.
Sur l'instant, tout l'honneur de cette victoire franco-américaine revient cependant à Rochambeau et à Washington. De Grasse, qui n'est pas présent au moment où Cornwallis rend son épée, se retrouve un peu oublié. À Paris, c'est La Fayette qui est fêté en héros. Ce dernier n'a joué qu'un rôle secondaire dans les opérations, mais le jeune homme, propagandiste infatigable de la cause américaine, rentre immédiatement en France, où il reçoit un triomphe.
Dès la capitulation, de Grasse ordonne le rembarquement de ses matelots et des troupes de Saint-Simon (entre le 1er et le 3 novembre). Le 4 novembre, il lève l'ancre pour les Antilles, pour y passer l'hiver et y continuer la guerre. Le 25 novembre, l'escadre française arrive à Fort Royal.

## Le contexte naval après Yorktown: le basculement de la guerre vers les Antilles

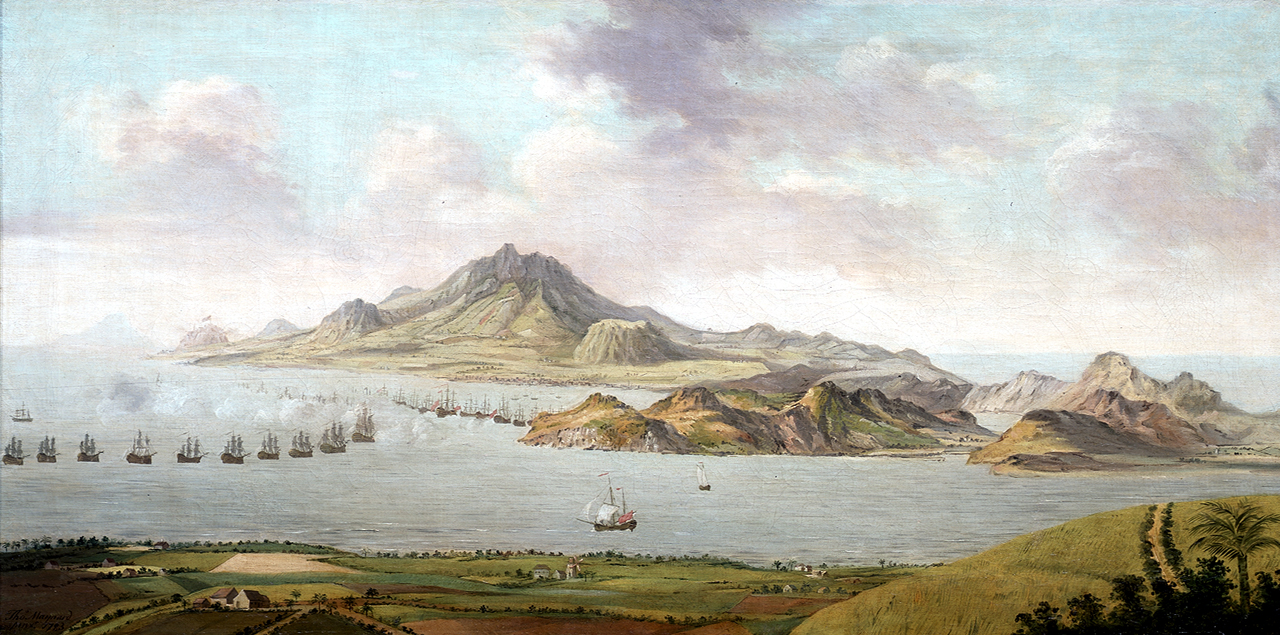
Thomas Maynard, Bataille navale de Saint-Christophe, le 25 janvier--26 janvier 1782 (1783). Grasse affronte Hood après avoir mis à terre les troupes du marquis de Bouillé qui s'empare de l'île le 12 février.

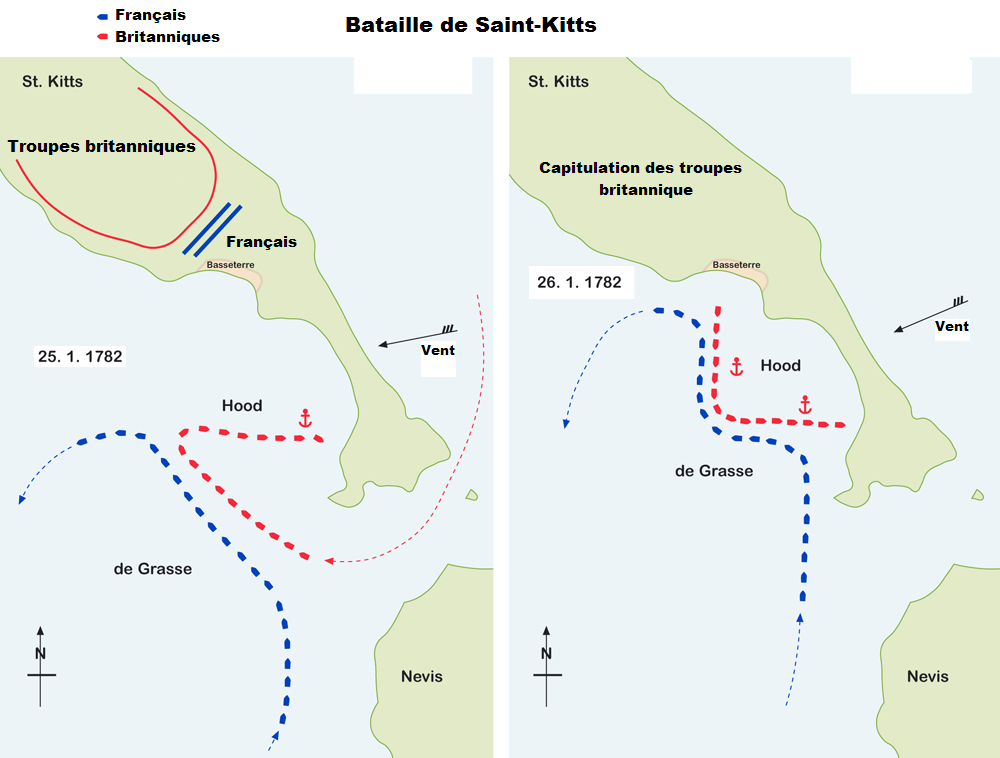
Plan de la bataille de Saint-Christophe (ou Saint-Kitts). 25 janvier- et 26 janvier 1782. La garnison anglaise de l'île de Saint-Christophe au nord (St-Kitts sur la carte) capitule le 12 février 1782.

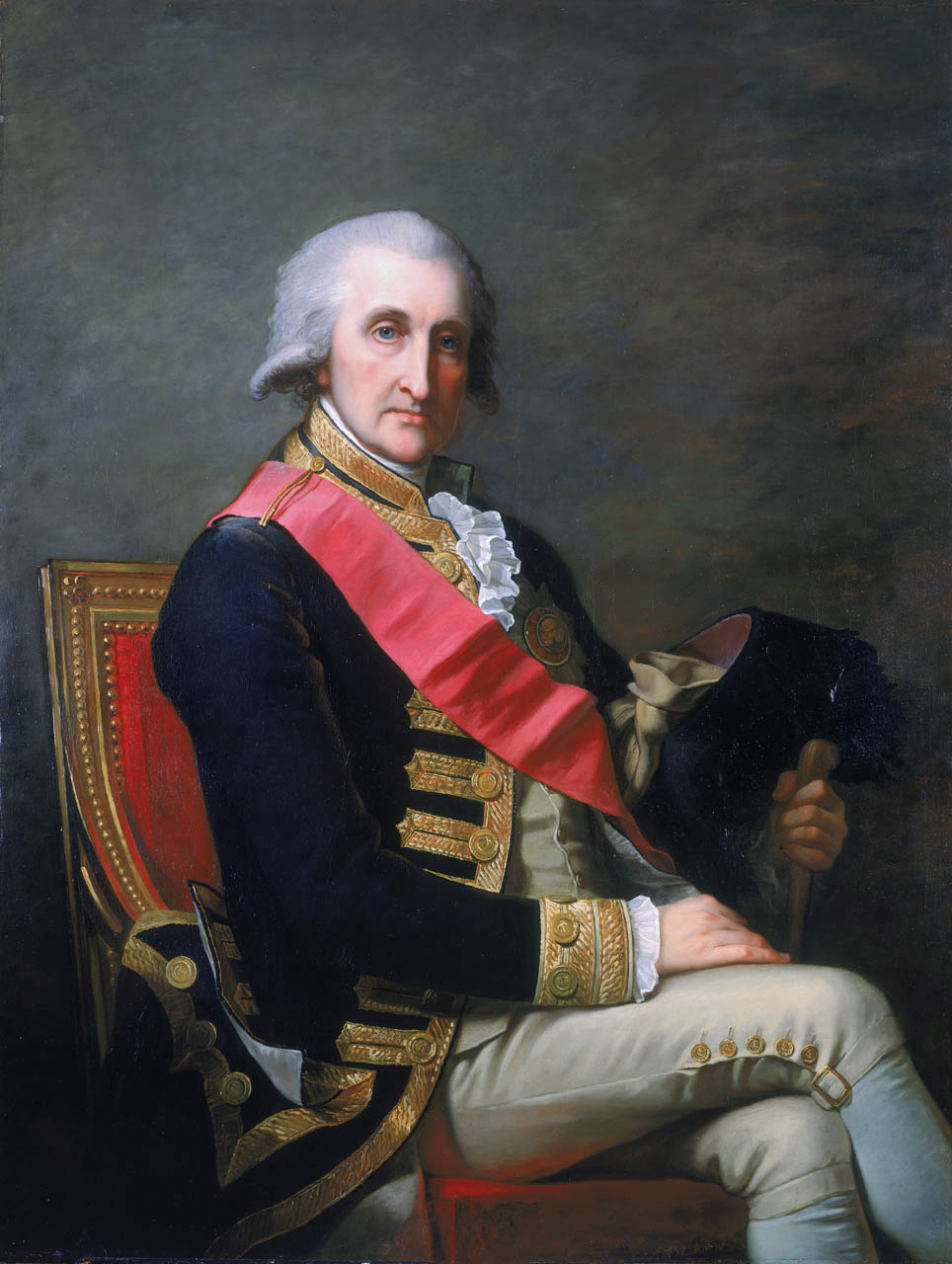
Jean-Laurent Mosnier, L'amiral George Brydges Rodney (1791), Londres, National Maritime Museum. Rodney prend le commandement de la Royal Navy dans les Antilles au début de 1782 et se prépare à affronter Grasse avec une escadre supérieure en nombre et en puissance de feu.

La situation militaire est alors plus complexe que ne le laisse croire la victoire de Yorktown. La guerre est terminée dans les Treize Colonies, et un armistice de fait s'installe entre les belligérants en attendant que les négociations de paix commencent. Mais partout ailleurs la guerre continue, sans marquer de ralentissement.
En Méditerranée, les Franco-Espagnols assiègent toujours Gibraltar et ont débarqué à Minorque.
Dans l'océan Indien l'escadre du Bailli de Suffren attaque les établissements anglais, cherche à reconquérir ceux que n'ont pas su défendre les Néerlandais et donne la chasse aux vaisseaux du commodore Hughes.
Mais c'est dans les Antilles qu'ont lieu les opérations de grande envergure. Ces îles, essentielles au commerce colonial de l'époque, sont très fortement disputées, tout comme la Floride, où les Français et Espagnols ont débarqué l'année précédente. C'est donc là que se concentrent les plus grandes escadres, et là où se jouent les dernières grandes batailles de ce conflit naval de haute intensité qu'est la guerre d'indépendance américaine.
La Royal Navy est très éprouvée par cette guerre où, en raison de la dispersion de ses escadres, elle a perdu la maîtrise de l'Atlantique qu'elle avait acquise contre la France et l'Espagne pendant la guerre de Sept Ans. Au printemps 1782, libérée de la guerre en Amérique du Nord, la balance des forces navales penche de nouveau du côté anglais.
À cela s'ajoute un intense effort de construction navale, qui creuse un écart technologique avec les vaisseaux français : presque tous les navires anglais sont maintenant doublés de cuivre. Cette innovation, qui a pour but au départ de lutter contre la prolifération des algues et des coquillages qui s'incrustent sur les coques, a aussi pour effet de rendre les navires plus rapides et plus résistants au feu.
À cela s'ajoute une arme nouvelle, la caronade, un canon court de gros calibre, monté sur les hauts ponts des vaisseaux et qui est utilisé en combat rapproché. Son feu déverse un torrent de boulets de tout calibre en mitraille, qui balaye le pont adverse de façon mortelle, ou bien pénètre avec de gros dégâts jusque dans les entrailles du navire ennemi.
Les chantiers navals français tournent aussi à plein régime, mais les Français commencent à peine à doubler les coques en cuivre, en raison du coût élevé de l'opération, et aucune caronade n'y est encore disponible.
La flotte de Grasse, qui tient la mer depuis mars 1781 aurait besoin de repos. Les coups de vent, l'humidité et le sel usent les vaisseaux, presque autant que les combats. Les marins connaissent bien ce problème, puisque les navires de guerre emportent tous en double un jeu complet de voiles et de cordages pour réparer en mer. Cependant, si la campagne dure trop longtemps, il faut obligatoirement disposer d'un port bien équipé pour de l'entretien plus approfondi.
Les Anglais peuvent s'appuyer dans le secteur sur New York (comme après la bataille de la Chesapeake), la Barbade et la Jamaïque. Des ports bien équipés, avec des réserves de bois, d'armes, de gréements. Les Espagnols disposent des chantiers navals de La Havane, mais les Français n'ont hélas aucune installation comparable dans la région, et les rois de France Louis XIV et Louis XV n'ont pas équipé La Nouvelle-Orléans.
Plus grave, il semble bien qu'une crise de commandement larvée s'installe dans l'escadre. En effet, après Yorktown, de Grasse a demandé instamment à être relevé de son commandement.
Sa santé se dégrade, mais le roi Louis XVI refuse de lui donner satisfaction. Le ministre de la Marine, de Castrie, prétend même, à tort, que personne ne peut le remplacer. Réponse malheureuse, car le commandant en chef, malgré ses succès, est de plus en plus détesté par certains officiers, et l'atmosphère à bord des vaisseaux devient épouvantable. Comment en est-on arrivé là ?
De Grasse est un fin manœuvrier, mais il est autoritaire et il manque totalement de sens psychologique. Il n'a aucune confiance en ses subordonnés et ne sait en aucune manière les encourager. En un mot, il est totalement dépourvu du charisme du chef que les hommes apprécient au point de lui obéir en toutes circonstances juge Étienne Taillemite. Les critiques les plus acerbes pleuvent contre le vainqueur de la Chesapeake et de Yorktown. Chose à peine croyable, mais révélatrice, de nombreux commandants de vaisseaux, prétextant des problèmes de santé, rentrent en France, ce qui n'améliore pas la cohésion de l'escadre.
Pour finir, le ravitaillement et les renforts pour la campagne de 1782 n'arrivent pas : l'important convoi de troupes et de vivres qui quitte Brest en décembre 1781, escorté par 19 vaisseaux de ligne est attaqué et dispersé par la Royal Navy. Guichen, un bon chef, jusque-là invaincu, n'a pu empêcher les 12 vaisseaux du commodore Kempenfeld de prendre ses 15 bateaux de transport et 1 000 soldats.
Cette déconvenue met de Grasse dans une situation délicate, mais il dispose encore de la supériorité numérique. Il assure la protection des convois français et il s'empare de l'île de Saint-Christophe avec le marquis de Bouillé, qui commande les troupes à terre. L'amiral Hood réussit à jeter l'ancre par surprise entre les deux, menaçant l'offensive française, puis s'échappe pendant la nuit du 26 janvier 1782.
L'île de St-Christophe (St-Kitts-and-Nevis) tombe entre les mains des Français le 12 février 1782. Ce combat est aussi appelé bataille de Saint-Christophe. Le trait d'audace de Hood contribue à restaurer la confiance dans la marine anglaise, alors que l'amiral George Brydges Rodney, un vieux loup de mer, prend le commandement de la Royal Navy aux Antilles en avril. Il dispose de 37 vaisseaux de ligne, dont la moitié sont des bateaux neufs, arrivant directement d'Angleterre, presque tous doublés de cuivre, et équipés de caronades. Concentrée à la Barbade, cette flotte est le fer de lance de la Navy.
De son côté, Rodney, qui a été facilement vainqueur d'une flotte espagnole en 1780, a été par la suite sévèrement tenu en échec par les Français Guichen et La Motte-Picquet. Il est donc déterminé à prendre sa revanche : « Il s'agissait de sauver l'honneur de Sa Majesté et de montrer à ces damnés Français que les Anglais restaient les seuls maîtres des océans » note Jean-Christian Petitfils.

## Le drame des Saintes (12 avril 1782)

La bataille des Saintes le 12 avril 1782. Les principales étapes de la bataille : en rouge l'escadre anglaise, en bleu l'escadre française.

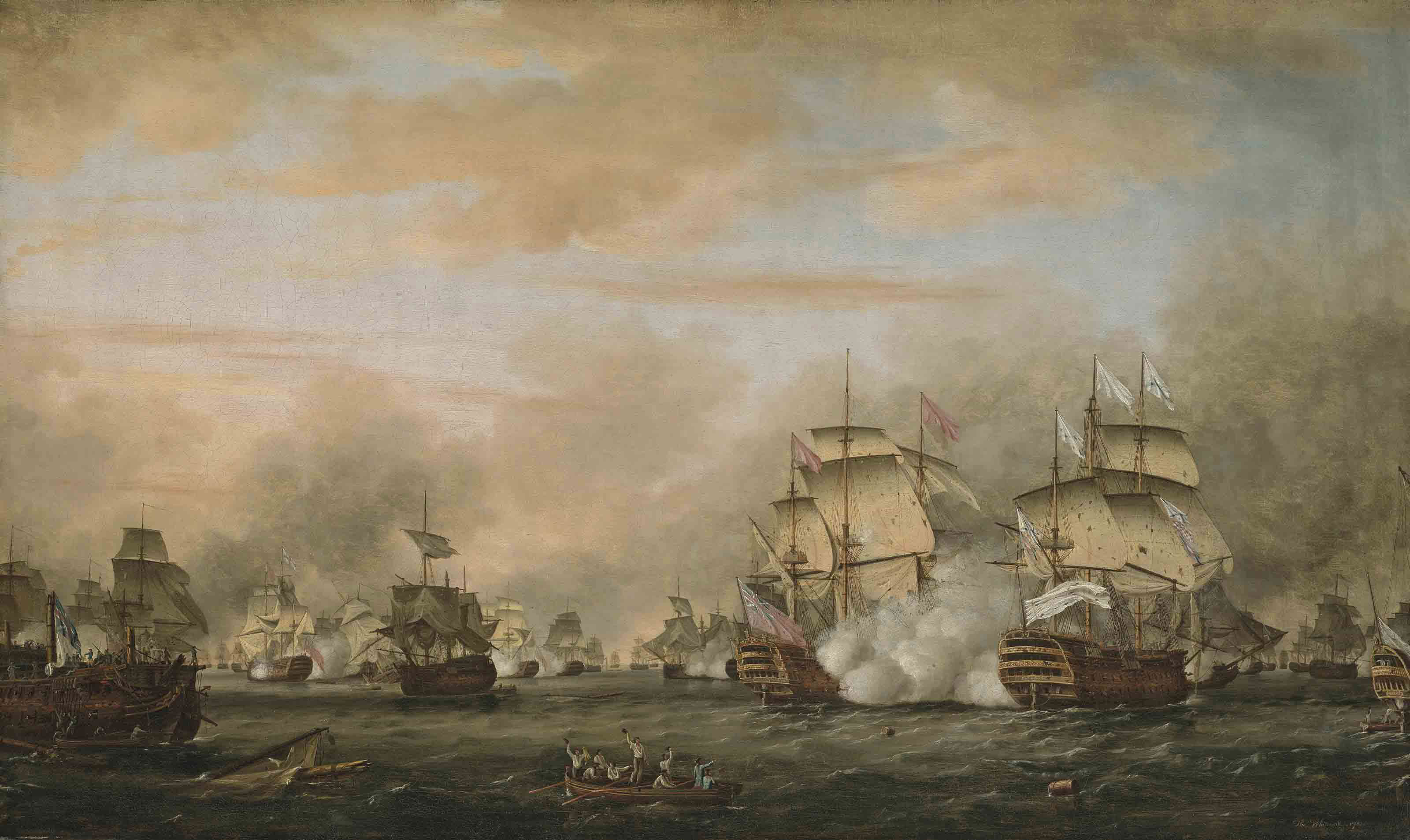
La Bataille des Saintes. Sur la droite, on distingue le. Le titre du tableau (Surrender of the Ville de Paris) laisse entendre qu'il s'agit du moment où le vaisseau amiral se rend.

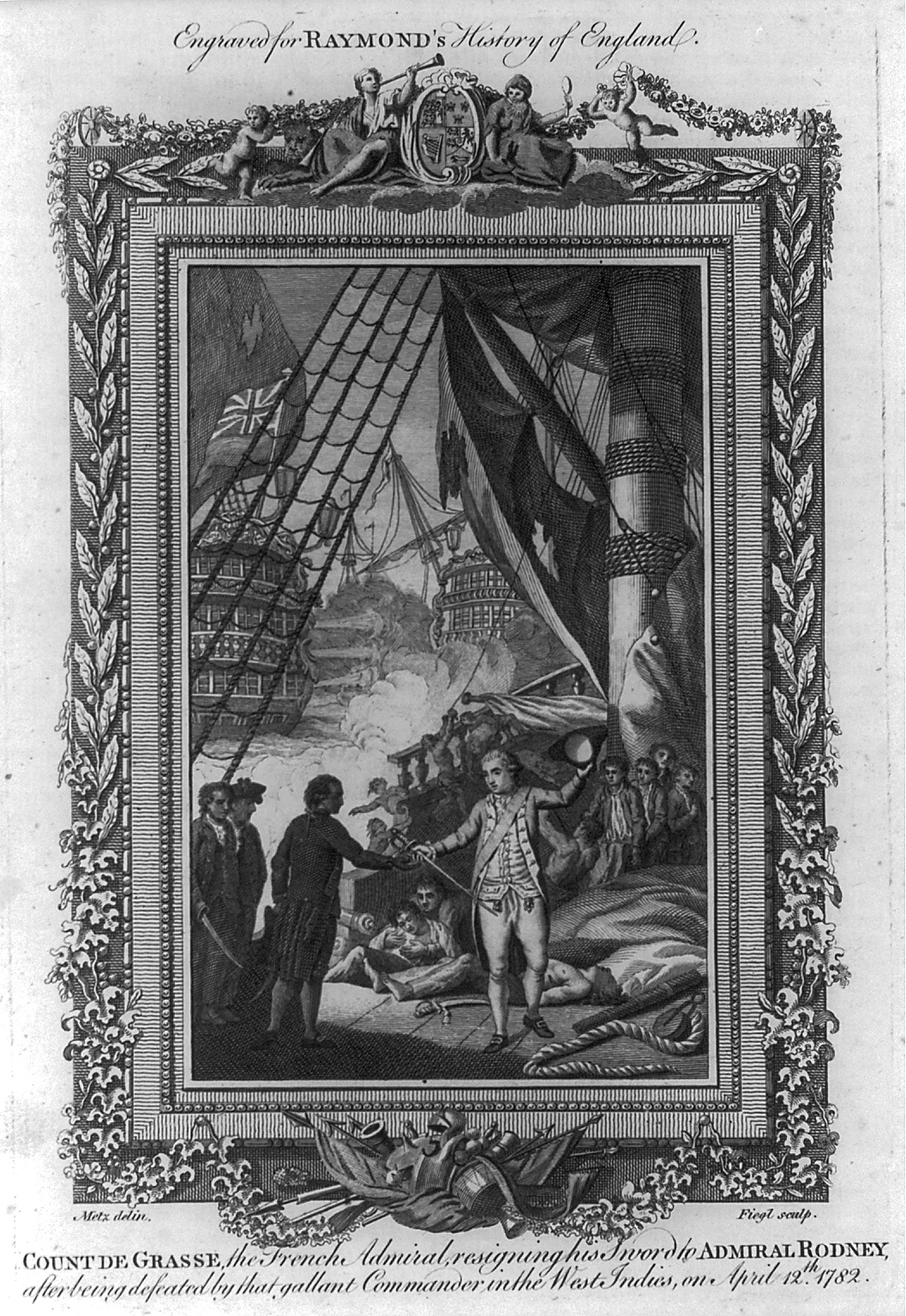
Grasse rendant son épée à Rodney, gravure anglaise de 1785. Le combat a duré presque toute la journée, jusqu'à l'épuisement des munitions sur le vaisseau amiral.

Mouillant à la Martinique avec 35 vaisseaux, de Grasse reçoit l'ordre du ministre de la Marine d'entreprendre la conquête de la plus riche île anglaise des Antilles : la Jamaïque. Une attaque qui doit être montée en coordination avec les Espagnols. Au préalable, il doit rallier Saint-Domingue où l'attend l'amiral Don Solano avec douze ou treize vaisseaux et 15 000 hommes, suivant à l'arrière garde une flotte marchande de 150 galions et navires de tous tonnages, qui doivent repartir ensuite pour Nantes et Bordeaux. Rodney n'a pas ces contraintes.
C'est, encombré de ce lourd convoi marchand, que de Grasse prend la mer, le 7 avril alors que les Britanniques, qui le cherchent, se sont rapprochés de la Martinique et de la Guadeloupe. Grasse, confiant, semble prêt à en découdre lui aussi. Le marquis de Vaudreuil, l'un de ses principaux officiers, note dans son journal de bord : « M. le comte de Grasse juge qu'il ne pourra pas éviter le combat. Je suis assez porté à croire que le mépris que ce général a pour ses ennemis va le déterminer, dans cette occasion, à les attaquer avec des forces inférieures. » Mais Grasse n'a guère le choix, les ordres sont très clairs. Au cas où les Anglais chercheraient à intercepter l'expédition, il ne doit pas hésiter à engager « une action générale qui ne pourrait manquer d'être décisive » et à livrer, lui écrit Castrie, une bataille qui assurerait le succès de toutes les opérations ultérieures si, « comme on ne peut en douter, vous parveniez à prendre ou à détruire une partie de l'escadre anglaise ». Grasse n'a donc pas d'autre choix que d'afficher sa confiance, d'autant qu'il n'est pas exclu qu'il sous estime Rodney. Grasse avait participé aux trois combats livrés par Guichen en 1780 (voir ci-dessus) où Rodney avait été sévèrement tenu en échec. Grasse pense peut-être pouvoir rééditer l'exploit.
Le 9 avril, l'escadre anglaise est repérée. Grasse donne l'ordre d'attaquer. Il s'agit en fait de l'avant-garde de Hood, avec douze vaisseaux seulement. Après deux heures d'un combat incertain, Hood se retire.
Ce mouvement offre à Grasse la possibilité de le poursuivre, de l'isoler du gros de l'escadre anglaise et peut-être de le détruire. Mais Grasse laisse filer Hood. Sa mission essentielle est d'escorter le convoi vers Saint-Domingue, et Grasse pense probablement qu'après ce coup d'arrêt, les Anglais n'oseront plus rien entreprendre.
Dans la nuit du 10 au 11 avril, le Zélé, commandé par un officier inexpérimenté, heurte un autre vaisseau de ligne, le Jason, qu'il faut envoyer immédiatement vers Basse-Terre en réparation. Dans la nuit du 12, deuxième accrochage : le Zélé aborde par l'arrière le vaisseau amiral, le Ville de Paris. Ce dernier a peu de dégâts, mais le Zélé se retrouve désemparé, sans mât de beaupré ni de misaine. À l'aube, Grasse doit donner l'ordre à la frégate l’Astrée de le prendre en remorque. La flotte se trouve alors à la hauteur des Saintes, neuf îlots entre la Guadeloupe (au nord) et la Dominique (au sud). C'est alors que les vigies voient apparaître à l'horizon les voiles de Rodney.
La situation exige une décision immédiate. En retranchant les vaisseaux qui au nord-ouest encadrent le convoi marchand, il ne reste plus que 31 navires à Grasse, dont un qui ne vaut plus rien. Avec 37 vaisseaux dont de nombreux trois-ponts, Rodney dispose aussi de presque 1 000 canons de plus que lui. Il n'y a qu'une seule solution : abandonner le Zélé pour dégager l'escadre, d'autant que Grasse n'a ordre de combattre les Anglais qu'après avoir réuni sa flotte aux treize navires espagnols. Mais, en « cabochard flamboyant », Grasse refuse d'abandonner un de ses navires : « L'honneur des armes du roi, mon honneur ne me permettaient pas de laisser prendre sous mes yeux un vaisseau hors d'état de se défendre. Je n'allais pas augmenter mon infériorité par une lâcheté ! »
Grasse fait virer de bord vers les Anglais, et déploie sa flotte : Bougainville à l'avant-garde, lui-même au centre, et Vaudreuil à l'arrière-garde. Le feu débute peu avant 8 h 0. Grasse a l'avantage du vent, ce qui lui permet de manœuvrer plus rapidement que Rodney. La bataille s'engage en suivant la tactique habituelle de la ligne de file, chaque flotte se canonnant en parallèle. La ligne française n'est pas encore totalement formée sur l'arrière, mais Grasse affiche sa confiance. Il observe à la longue-vue au milieu de la fumée Rodney qui donne ses ordres cloué sur un fauteuil pour cause de rhumatismes : « Il suce un citron, Messieurs ! Puisse-t-il bientôt sucer la mer ! »
Le récit de la suite de la bataille varie considérablement d'un historien à l'autre. Les deux flottes s'affrontent en défilant en sens opposé. Grasse qui ne veut semble-t-il pas trop s'éloigner du convoi de navires marchands, ordonne de faire un demi-tour contre le vent. Cette manœuvre, toujours très délicate en plein combat, devant amener les deux flottes à combattre dans le même sens. Les historiens ne s'accordent pas pour dire s'il le fait pour contrer le vent qui tourne ou si c'est le vent qui tourne en pleine manœuvre et gène celle-ci.
Les ordres qui s'affichent dans les matures par fanion sont mal compris, mal exécutés, ce qui avec le vent qui passe de l'est au sud-est disloque l'agencement de la ligne française en son centre. L'avant-garde de Bougainville qui n'a pas vu les signaux s'éloigne donc de toutes ses voiles. Il est 9 h 45. Rodney qui a vu la brèche à l'arrière du Ville de Paris s'y engouffre. Hood qui en a repéré une autre fait bientôt de même, en tirant au passage en enfilade, ce qui achève de jeter la confusion dans la ligne française, désormais coupée en trois.
La nasse se referme sur le centre français totalement isolé, avec une proie de choix : le navire amiral, le Ville de Paris (104 canons). Le combat qui s'engage prend alors une autre tournure. Les Français doivent faire feu sur les deux bords, à portée de mousqueterie, la pire situation en combat naval, d'autant qu'ils sont en totale infériorité numérique. Les caronades anglaises dévastent les ponts et les mâtures du César, du Sceptre, du Ville de Paris, broyant les matelots dans la mitraille. Cette agonie sanglante dure plus de cinq heures. Une passagère embarquée à bord du Triomphant (en) raconte :

« Nous fûmes entourés de morts et de blessés dangereusement qui par leurs cris nous arrachaient l'âme (…) D'un côté nous voyions couper un bras, de l'autre amputer une cuisse, plus loin panser une tête défigurée par une blessure horrible (…). Les uns mouraient dans l'opération, les autres poussaient des cris déchirants, un jeune mousse surtout, auquel on désossa le reste du bras à l'épaule, opération qui dura plus d'un quart d'heure et pendant laquelle il hurla toujours (…) Après une heure du combat le plus sanglant, nous entendîmes : « ici du monde, prenez garde, doucement ». Nous n'osions porter nos yeux sur l'échelle, quand nous entendîmes : c'est Monsieur du Pavillon (…). Un boulet de mitraille lui avait emporté un œil, une partie du sourcil, et endommagé le crâne. Il était sans connaissance et baignait de sang (…). Dans l'espace de près de quatre heures que dura notre premier feu, nous eûmes quarante blessés et dix à douze hommes de tués. Ceux qui mouraient dans les pansements étaient sous nos yeux entassés au nombre de sept. On attendit la nuit pour les jeter à la mer afin de ne pas effrayer l'équipage. La bonté (solidité) et l'épaisseur du bois de notre vaisseau a sauvé la vie à bien des hommes ; pas un boulet ne pénétra dans la première batterie. Tous venaient frapper le bois sans entrer ; un seul passa par un sabord et tua six hommes à ce canon là. Le combat recommença pour nous. On employa le moment de répit à réparer notre voilure et nos manœuvres très endommagées ; nous avions beaucoup de boulets dans nos mâts, mais ils tenaient encore. Il est à croire que les Anglais de concert visaient tous à la mâture et aux manœuvres (…) Nos vaisseaux de l'avant-garde tiraient toujours. Le Ville de Paris fit feu de toutes parts pendant cinq heures de suite, entouré de l'ennemi et fut criblé. Nous recommençâmes le feu et on se battit jusqu'à sept heures du soir. Nous eûmes environ soixante blessés dans cette affreuse journée et une quinzaine de tués. »

Le combat marque une pause lorsque le vent tombe vers 11 h 30 pendant une heure et que personne ne voit plus rien dans la fumée. Le navire amiral, attaqué par dix vaisseaux britanniques, rend pendant longtemps coup pour coup. Grasse refuse de se transporter sur un autre navire et même de se faire remorquer par le Pluton (74) d'Albert de Rions qui tient en échec quatre vaisseaux anglais. Il appelle désespérément au secours Bougainville et Vaudreuil qui filent loin des combats. Vaudreuil, sur le Triomphant (80), aperçoit enfin les fanions au milieu de la fumée, vire de bord et arrive vers 19 h 0 sur le lieu du drame. Mais il est trop tard, le Ville de Paris qui a perdu les deux tiers de son équipage et combattu jusqu'à son dernier boulet n'est plus qu'un ponton sanglant désemparé.
Grasse, qui a fait tirer une dernière fois en chargeant ses canons avec son argenterie, a dû amener son pavillon. Vaudreuil doit se retirer pour sauver ce qui peut l'être encore. Le lord-captain Granston, chargé de conduire les survivants sur le navire anglais le plus proche, raconte :

« Entre le mât de Misaine et le grand mât, on ensanglantait ses bottes à chaque pas. Le carnage avait été prodigieux. Les porcs et les moutons parqués sur le pont mêlaient leur sang et leurs membres à ceux des hommes. Le plus haut pont était encore couvert de morts et de blessés. Grasse s'y tenait debout, entouré de trois officiers. Il avait reçu une contusion dans les reins, mais il était sauf, fait remarquable, car il avait été exposé pendant plusieurs heures à un feu destructeur qui avait balayé ses officiers et nettoyé la dunette à plusieurs reprises. Grand, robuste, le visage fier, il était à cet instant un objet de respect pour qui on éprouvait sollicitude et sympathie. Il ne se remettait pas de sa stupeur de voir, en un temps aussi court, ses vaisseaux pris, sa flotte défaite et lui-même prisonnier. »

Sur le moment, le bilan de cette journée est accablant : près de 2 000 morts, 7 000 blessés, cinq navires capturés : le Ville de Paris, le Glorieux (74), l'Hector (74), le César (74) et l’Ardent (64). Trois vont couler. Le César explose dans la nuit du 12 au 13 avril en faisant 400 morts dont la cinquantaine d'hommes de l'équipe anglaise de prise. Le Ville de Paris et le Glorieux sombrent en septembre à Terre-Neuve alors qu'ils sont remorqués vers l'Angleterre. 4 000 prisonniers sont acheminés vers la Jamaïque.
La victoire anglaise est complétée le 19 avril 1782 par Hood qui, lors de la bataille du canal de la Mona près de Porto Rico, s'empare de quelques-uns des rescapés du combat : quatre vaisseaux dont deux de ligne, ce qui monte les pertes à sept grosses unités. Pourtant, si la bataille des Saintes est une défaite sanglante, elle n'est pas comparable aux brasiers de La Hougue et de Vigo ; ou encore à la flotte française balayée par la Royal Navy à Lagos et aux Cardinaux en 1759. Le cours de la guerre n'en est pas bouleversé.
Vaudreuil, qui a pris le commandement, rassemble le reste de l'escadre et rejoint la flotte espagnole sans encombre, avec le convoi marchand. George Brydges Rodney, encombré par ses prises, et dont la flotte a beaucoup souffert, ne donne pas la poursuite. Cette défaite entraîne néanmoins l'abandon de la conquête de la Jamaïque, mais cette action est d'une ampleur bien moindre que l'indépendance des treize colonies américaines. L'orgueil national français ressent cependant vivement l'événement. À Paris, la rage se cache sous les calembours : « Sans l'action de Grasse, nous aurions eu un Te Deum ! » Ou encore : « Sur le nouveau navire que Paris donnera au roi, on inscrira : Vaincre ou mourir, point de Grasse ! » Louis XVI marque sa douleur, mais sa détermination et sa combativité en sortent renforcés : « Le roi notre maître, n'est en aucune mesure abattu, quoi qu'il en soit profondément affecté », écrit Vergennes, le ministre des Affaires étrangères, le 24 mai.
La France a perdu sept navires lors de la bataille des Saintes, le Roi ordonne donc d'en construire dix pour la fin de l'année. Un grand élan patriotique saisit le pays, de sorte que ce nombre est porté rapidement à douze.
Les frères du roi, le comte de Provence et le comte d'Artois offrent chacun un vaisseau de 80 canons, alors que l'hôtel de ville de Paris, les états de Bourgogne, les marchands de Marseille, de Lyon et de Bordeaux, les receveurs généraux des Finances, les fermiers généraux et le corps des Arts et Métiers, se cotisent pour faire construire le remplaçant du Ville de Paris. Cette mobilisation navale de l'an 1782 préfigure d'une certaine façon ce que sera la mobilisation nationale de l'An II, onze ans plus tard, mais dans un autre contexte politique et militaire.

## Polémique et conseil de guerre

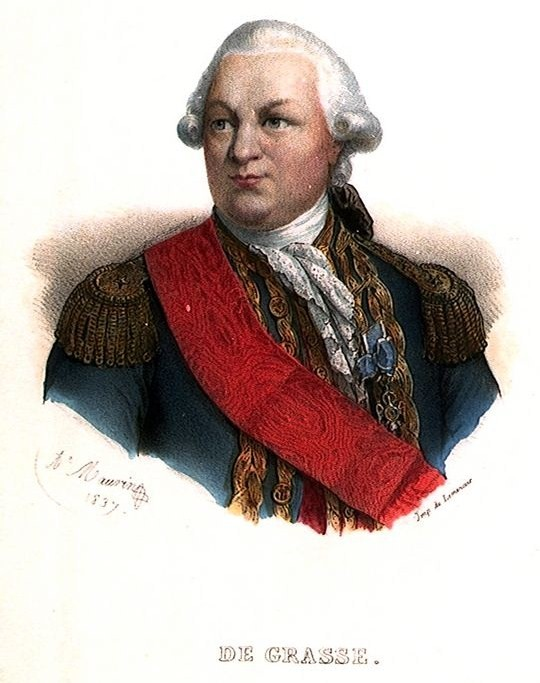
Portrait anonyme de Grasse (vers 1837). Grasse se défend vigoureusement après la défaite des Saintes en mettant en cause ses subordonnés.

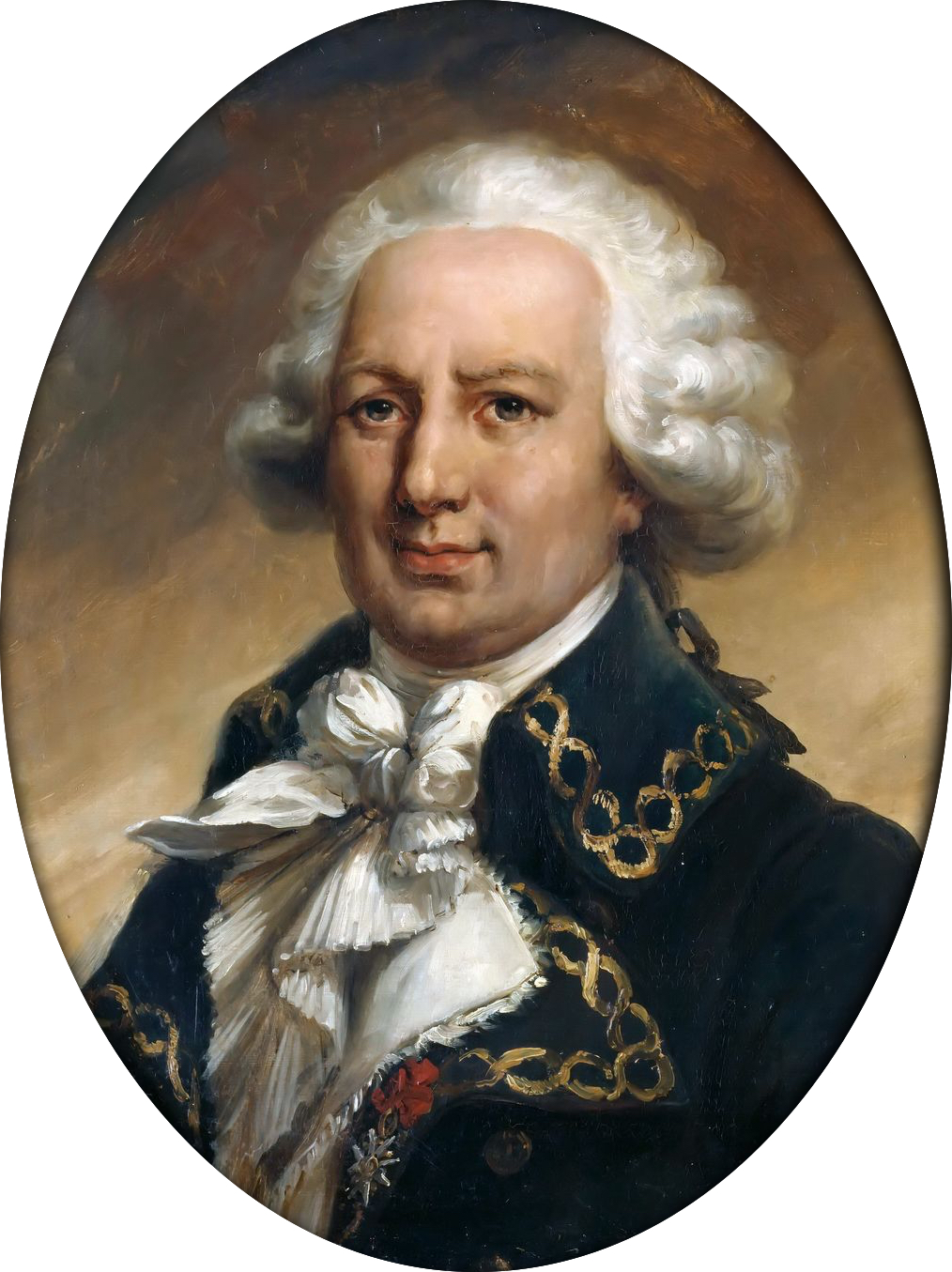
Jean-Pierre Franque, Portrait de Louis-Antoine de Bougainville. Le célèbre explorateur proteste vivement de son innocence au Conseil de guerre de Lorient.

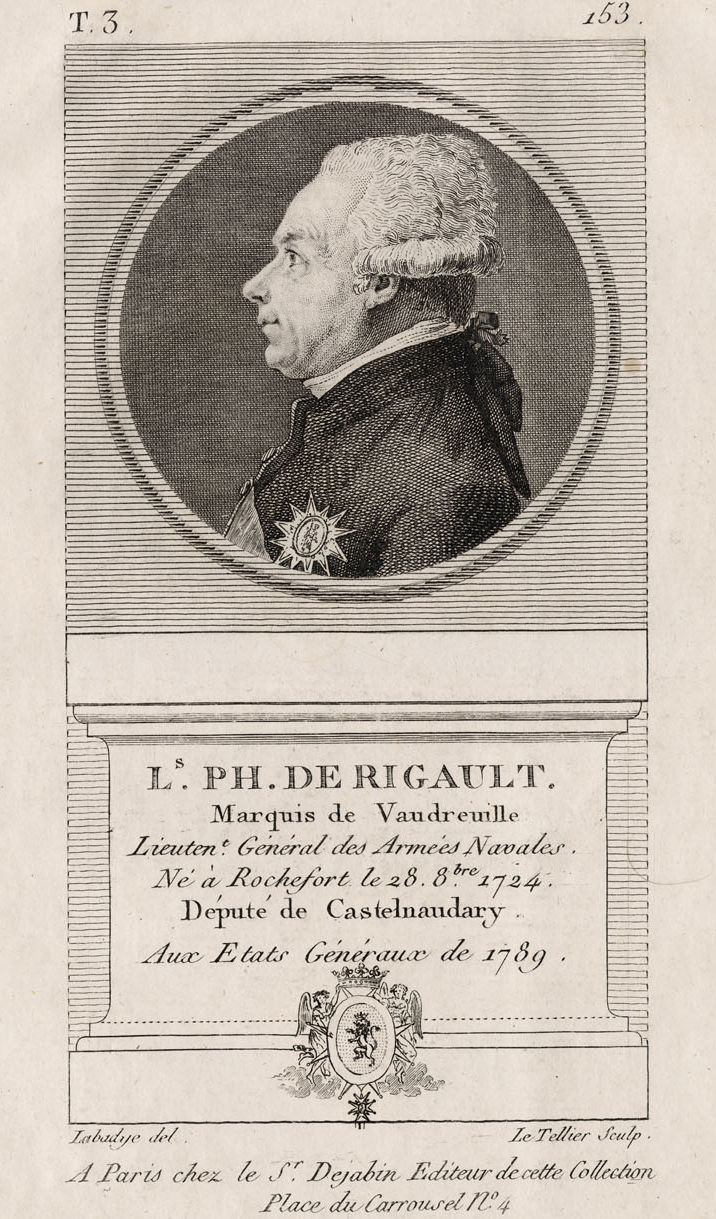
Attribué à C. Arnulphy, Portrait de Louis-Philippe de Vaudreuil. Le second de Grasse termine avec brio la guerre après la capture de son supérieur. Il se montre critique sur le comportement de Bougainville et sur celui de Grasse au conseil de guerre de Lorient.

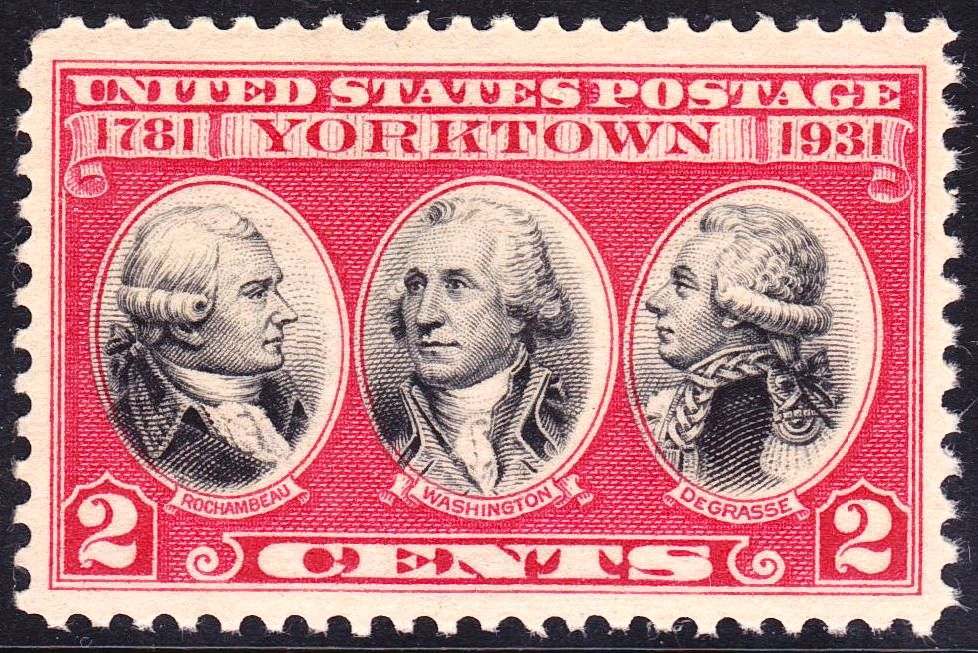
Timbre américain de 1931 rendant hommage à Rochambeau, Washington et Grasse, à l'occasion du de la bataille de Yorktown.

De Grasse se retrouve prisonnier sur le HMS Formidable, navire amiral de Rodney, puis à Londres. Traité avec beaucoup d'égards, il est bien logé et reçu par le roi George III, qui lui rend son épée.
Libéré sur parole, De Grasse est de retour à Paris en août 1782, il apporte à Versailles des propositions de paix du nouveau gouvernement anglais de Lord Shelburne.
Mais pour Grasse, l'essentiel est ailleurs : il sait qu'il va devoir s'expliquer sur sa défaite. Un conseil de guerre doit se réunir pour statuer sur les responsabilités, procédure assez rare dans la marine française, et qu'on trouve surtout dans la Royal Navy. De Grasse prépare donc sa défense sans attendre sa libération, d'autant qu'il semble mortifié par ce qui s'est passé. Et il entend bien défendre son honneur, en pointant du doigt ceux qu'il estime être les vrais responsables. À chaud, le lendemain de la bataille, sur le vaisseau de Rodney, il rédige une lettre, puis un journal pendant la traversée de l'Atlantique et enfin un Mémoire imprimé et diffusé en octobre 1782, avec huit plans des positions principales des armées.
Il déclenche surtout une violente polémique en accusant de désobéissance et de fuite ses deux seconds, Bougainville et Vaudreuil. Cet appel à l'opinion, pour une affaire en principe couverte par le secret militaire (on était toujours en guerre malgré les négociations), est très mal pris et sonne incontestablement comme une erreur dans la défense du contre-amiral.
Le conseil de guerre est précédé d'une longue enquête : des conseils de marine à Brest, Toulon, Rochefort reçoivent les journaux de navigation et les témoignages des capitaines ayant participé à la bataille. Lorsque le conseil de guerre commence ses audiences à Lorient le 20 septembre 1783, la guerre vient juste de se terminer (le traité de Versailles a été signé le 3 septembre 1783). Plus de trois cents témoins défilent à la barre, dont de nombreux officiers de l'armée de terre, présents sur les vaisseaux. Comme trop souvent dans ce genre d'affaires, où les enjeux pour les carrières futures sont considérables, les témoignages fluctuent, voire divergent par rapport au début de l'enquête…
Tous les commandants clament avec véhémence leur innocence, particulièrement ceux du Languedoc et de la Couronne, vaisseaux matelots du Ville de Paris, accusés d'avoir abandonné leur chef. Faut-il rappeler que tous ces officiers supérieurs sont souvent de haute noblesse, que beaucoup sont affiliés à des clans ou des familles à Versailles, qu'ils portent haut la notion d'honneur et qu'ils ont horreur de rendre des comptes ?
Bougainville, qui avait vivement protesté de son innocence, finit par avouer à mots couverts qu'il a «vu» quand-même, malgré la fumée (il est vrai que son témoignage était en contradiction avec son second et celui de son maître-pilote). De Grasse déteste Bougainville. Vaudreuil ne lui est guère favorable non plus. Dès le 19 mai 1782, il mettait en cause Bougainville dans une lettre au ministre : « M. de Grasse aurait fait la campagne la plus brillante du siècle, s'il n'avait pas eu plusieurs capitaines inaptes… et si M. de Bougainville eût su manœuvrer son escadre.». Le 18 juin, il précisait encore : «La plus grande partie de ses vaisseaux (de Bougainville) se sont pourtant bien battus… même M. de Bougainville, dont vous avez eu lieu de soupçonner le courage dans les autres combats, mais il ne sait pas manœuvrer, ce n'est pas de sa faute ».
Mais Vaudreuil, s'il apparaît comme favorable à Grasse au début de la procédure, lui devient hostile pour soutenir (ou couvrir) son frère cadet, dont la responsabilité est lourdement engagée, car il commandait un vaisseau à un point de rupture de la ligne de bataille. Vaudreuil réussit même à regrouper une large majorité de capitaines contre de Grasse, estimant tous qu'il n'aurait jamais dû engager le combat. Prise de position qui sonne comme un nouvel épisode, public cette fois, de la crise de commandement ouverte entre l'amiral et ses capitaines après Yorktown.
Cependant, les survivants du Ville de Paris sont tous solidaires de leur chef, ce qui mérite d'être souligné. Notons aussi que Rochambeau (qui n'était pas présent aux Saintes) apporte son soutien au vice-amiral. De Grasse témoigne aussi, à la fin des audiences, avec dignité et sans agressivité.
Finalement, que voit-on apparaître derrière les fluctuations des témoignages et les non-dits ? Un vieux problème de la marine royale : l'indiscipline de nombre d'officiers. Tout s'est passé comme si une partie des commandants, qui refusaient — sans le dire — cet engagement, avaient, à la faveur d'une manœuvre ratée, tourné le dos à la bataille et à leur chef qu'ils ne supportaient plus. Vaudreuil en a aussi été victime puisqu'il n'a pas été obéi par tous ses capitaines lorsqu'il a fait virer de bord pour secourir le vice-amiral : 4 vaisseaux seulement de sa division l'ont suivi. Indiscipline dénoncée aussi au procès par les officiers de l'armée de terre présents sur les navires. Et que dire du comportement des commandants qui se sont fait porter pâles pendant l'hiver 1781-1782 ?
Notons par ailleurs qu'au même moment, Pierre André de Suffren, qui fait dans l'océan Indien une brillante campagne contre Hughes, est confronté à la désobéissance systématique d'une partie de ses capitaines qui ne comprennent pas ses manœuvres audacieuses. Problème que l'on retrouvera encore sous la Révolution et l'Empire à Aboukir et Trafalgar, mais c'est une autre histoire que celle qui nous intéresse ici.
Les historiens sont généralement sévères vis-à-vis des critiques véhémentes de Grasse sur ses deux subordonnés. L'examen attentif des faits montre cependant que l'amiral, malgré ses maladresses, a touché du doigt la vérité, même s'il ne pouvait pas en fournir la preuve absolue, la question de la bonne interprétation des signaux pour masquer un ordre non exécuté étant proprement sans fin et sans solution en 1782.
Le 21 mai 1784, après de longs débats, le conseil de guerre de Lorient acquitte Grasse, décharge Vaudreuil de tout reproche et se contente d'infliger une admonestation à Bougainville et à un autre chef d'escadre, Coriolis d'Espinouse,. L'opinion publique, échauffée, juge sévèrement cette mansuétude alors que les rumeurs les plus folles circulent sur l'implication de coteries de l'entourage de la reine pour couvrir les responsables.
De Grasse, qui a demandé à être jugé par le roi, est sèchement remercié : « Sa Majesté, mécontente de votre conduite à cet égard, vous défend de vous présenter devant elle. C'est avec peine que je vous transmets, Monsieur, ses intentions, et que j'y ajoute le conseil d'aller dans la circonstance actuelle dans votre province. », lui communique le ministre de la Marine, le marquis de Castries.
Louis XVI reproche à son vice-amiral, non pas tant d'avoir été battu que d'avoir rejeté les responsabilités de la défaite sur ses subordonnés, ce qui est contraire à la déontologie d'un chef. Il lui tient rigueur par l'intermédiaire de son ministre d'avoir compromis « par des accusations mal fondées la réputation de plusieurs officiers pour vous justifier dans l'opinion d'un événement malheureux dont vous eussiez peut-être pu trouver excuse dans l'infériorité de vos forces, dans l'incertitude du sort des armes ou dans les circonstances qu'ils vous était impossible de maîtriser. »

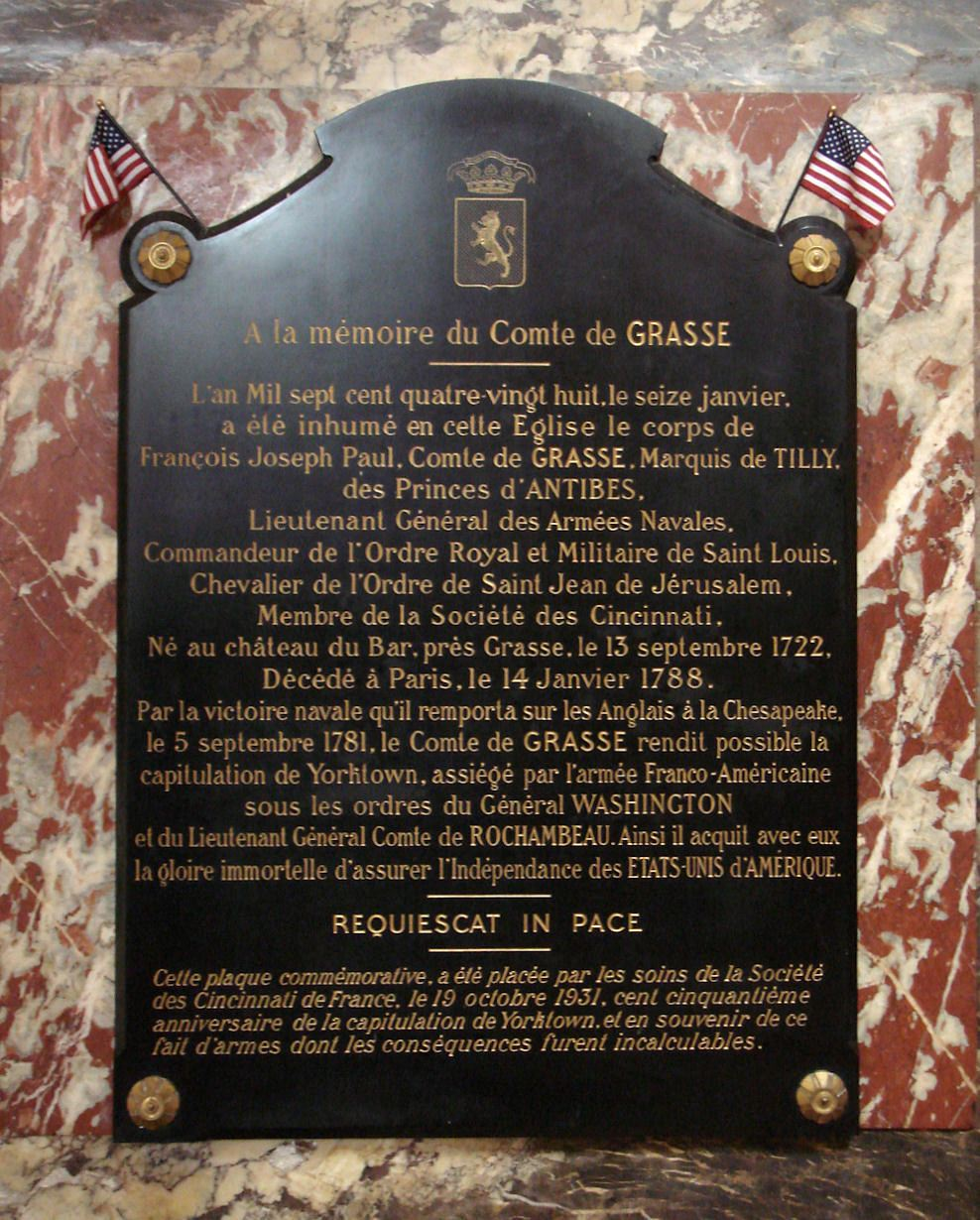
Plaque commémorative dans l'église Saint-Roch à Paris.

Acquitté mais disgracié car reconnu responsable de la défaite, Grasse doit quitter la Cour, sa carrière brisée.
En 1786, le Congrès américain lui offre quatre canons pris à Yorktown et le 21 juillet 1786 Louis XVI l'autorise à les placer sur son domaine ; sur chacun d'eux on pouvait lire :
« Pris à l'armée anglaise par les forces combinées de la France et de l'Amérique à Yorktown, en Virginie, le 19 octobre 1781 ; présenté par le Congrès à S.E. le comte de Grasse, comme un témoignage des services inappréciables qu'il a reçus de lui dans cette mémorable journée ».

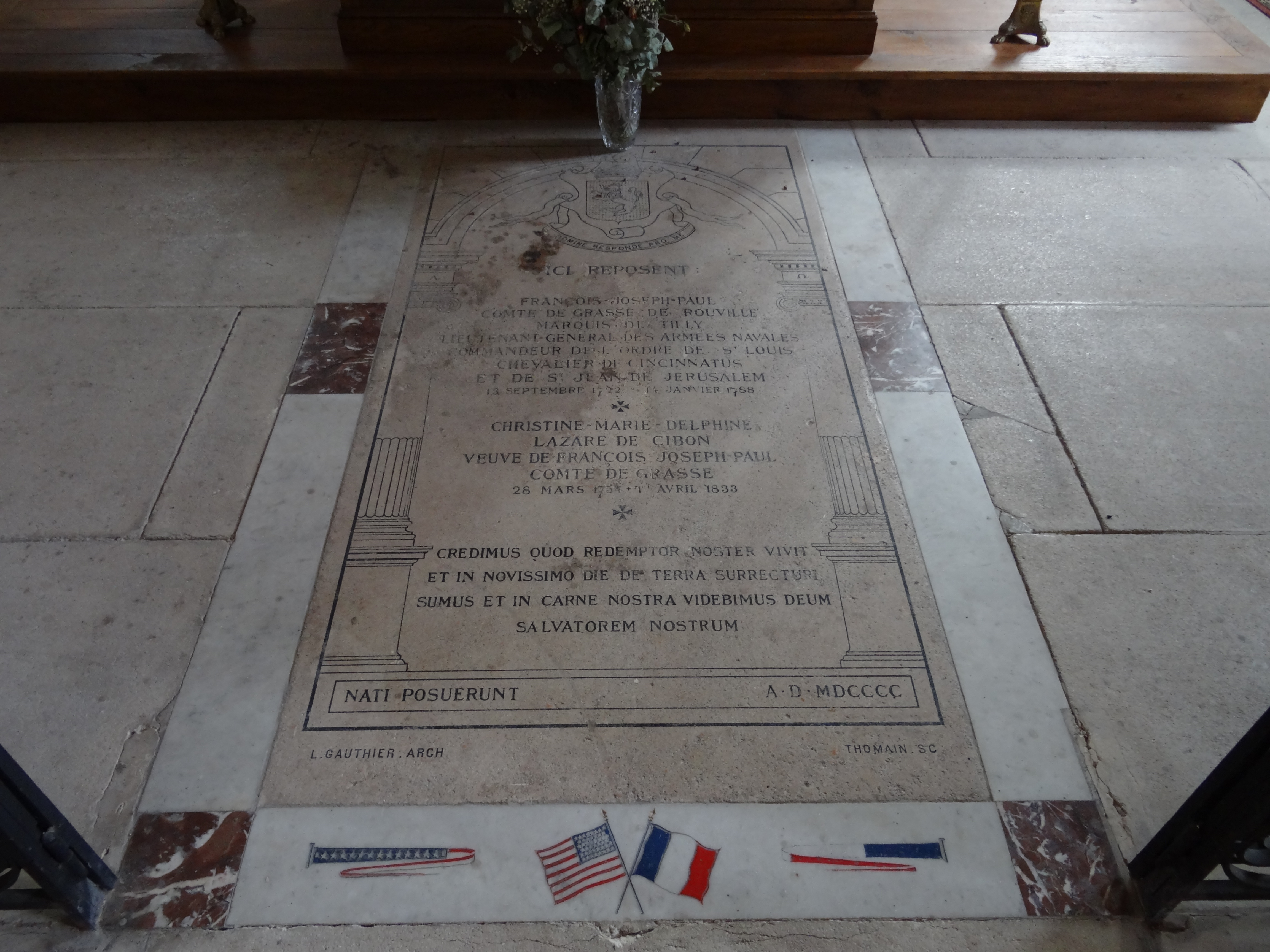
La tombe contenant le cœur de François Joseph Paul de Grasse dans l'église de la Nativité-de-la-très-Sainte-Vierge de Tilly (Yvelines).

Le vice-amiral de Grasse meurt le 11 janvier 1788 dans son château de Tilly (dans l'actuel département des Yvelines) sans avoir pu retrouver la faveur royale. Il est inhumé le 16 janvier 1788 à l'église Saint-Roch, rue Saint-Honoré à Paris. Son cœur est transféré à Tilly dans le chœur de l'église.
De Grasse, à qui George Washington avait dit « vous avez été l'arbitre de la guerre » s'enfonce alors peu à peu dans l'oubli, sa mémoire entachée par son non-remplacement par Louis XVI, par la défaite des Saintes et la polémique qui a suivi. Aucun navire de guerre français ne portera son nom au XIXe siècle, et il faudra attendre un historien américain pour éditer sa première biographie.
La Marine nationale baptise un de ses navires De Grasse peu avant la Seconde Guerre mondiale, rejoignant l'US Navy qui donne régulièrement le nom du vice-amiral français à l'une de ses grandes unités.

## Hommages

### Monuments
Un monument, œuvre du sculpteur Paul Landowski, se trouve le long du boulevard Delessert, dans les jardins du Trocadéro. Il a été offert en 1931 à la Ville de Paris par l'Américain Kingsley Macomber.

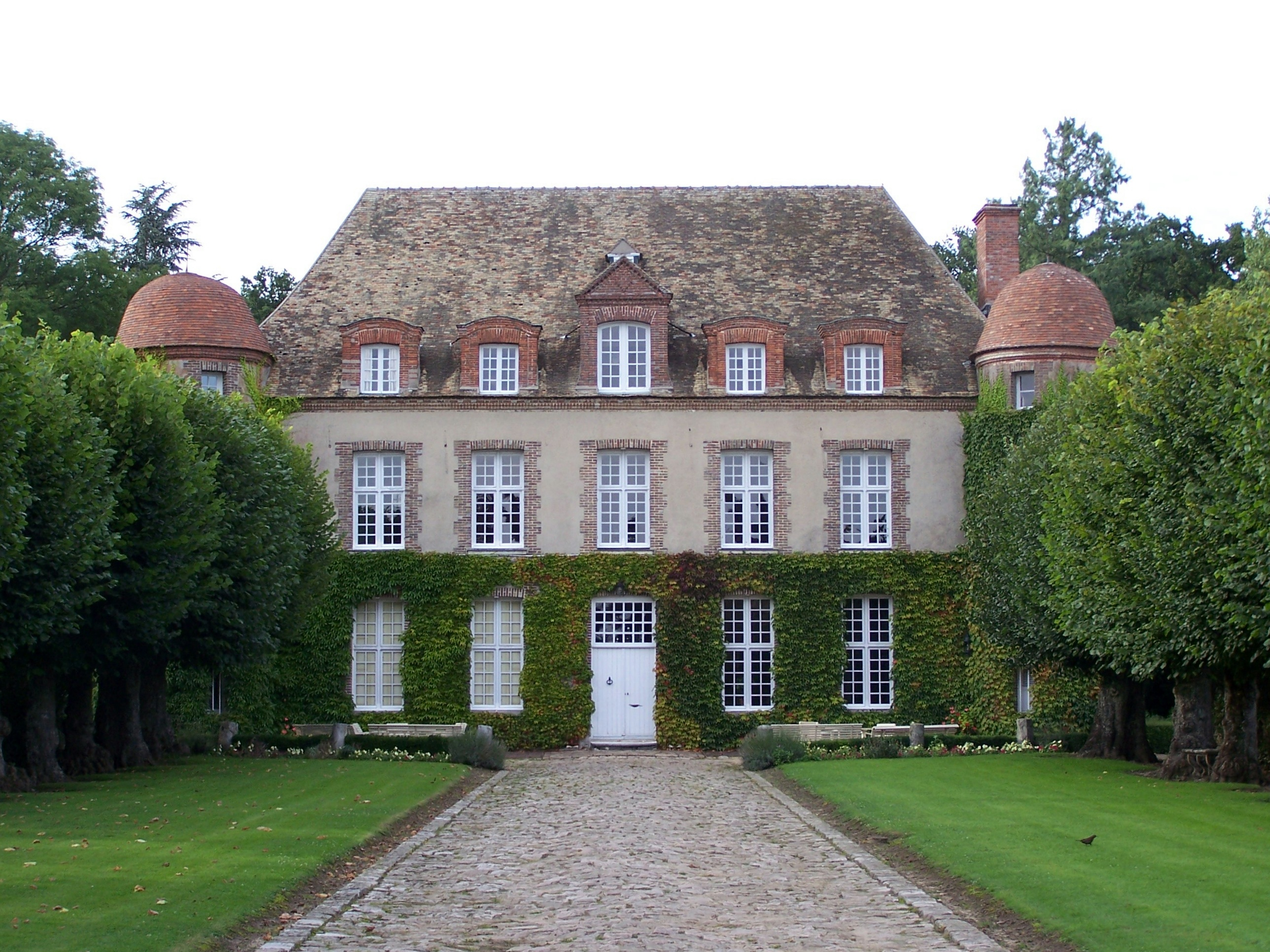
Le château de Tilly.

Au Cape Henry Memorial (en) à Fort Story (en), dans la ville de Virginia Beach, un monument célèbre le rôle de l'amiral de Grasse et des marins français qui aidèrent les États-Unis à conquérir leur indépendance à la bataille de Chesapeake en autorisant la victoire de Yorktown.
Un monument représentant Grasse (statue en bronze de Cyril de La Patellière) est érigé à Grasse, sur le cours Honoré-Cresp, commandé à ce sculpteur en 1988 par le maire Hervé de Fontmichel pour le 200e anniversaire de sa mort ; le piédestal du monument porte une citation de George Washington : « Vous avez été l'arbitre de la guerre ». Un autre exemplaire de ce bronze, d'une hauteur de deux mètres, se trouve au Bar-sur-Loup. Un exemplaire de la tête seule est conservé à Paris au musée national de la Marine, et un second à Washington. Un exemplaire du buste est conservé à Grasse au musée de la Marine Amiral de Grasse. Une copie de la tête se trouve à Malbousquet dans l’Arsenal de Toulon, avec mention de la bataille de Chesapeake.
À Paris, la place de l'Amiral-de-Grasse est ouverte en 1978 sur une partie de la place des États-Unis.
À Feucherolles, la résidence "De Grasse Village" porte son nom. Les marins de l'US Navy y habitaient lorsque le Grand Quartier général des puissances alliées en Europe était implanté non loin de là, à Rocquencourt (Yvelines).

### Navires
Trois navires de la Marine française, trois navires de la marine américaine et deux paquebots ont porté le nom de De Grasse :
- le De Grasse, un croiseur en service de 1939 à 1974 ;
- la De Grasse, une frégate en service de 1974 à 2013 ;
- le De Grasse, un sous-marin nucléaire en construction, la mise en service est prévue pour 2027 ;
- l'USS De Grasse (ID-1217) (en), un yacht armé en 1918 ;
- l'USS De Grasse (AK-223) (en), un liberty ship en service de 1943 à 1946 ;
- l'USS Count de Grasse (DD-974) (en), un destroyer en service de 1978 à 1998 ;
- le De Grasse, un paquebot lancé en 1921 ;
- le De Grasse, un paquebot lancé en 1971.

### Les canons anglais
Le Congrès des États-Unis a offert à l'amiral de Grasse quatre canons 6 Pounder pris aux Anglais lors du siège de Yorktown. Ils sont logés en regard de quatre ouvertures dans la grille du château de Tilly. Les canons originaux ont toutefois été fondus pendant la Révolution française. Des reproductions ont été réinstallées en juin 1976 pour le bicentenaire de l'Indépendance des États-Unis.

## Galerie

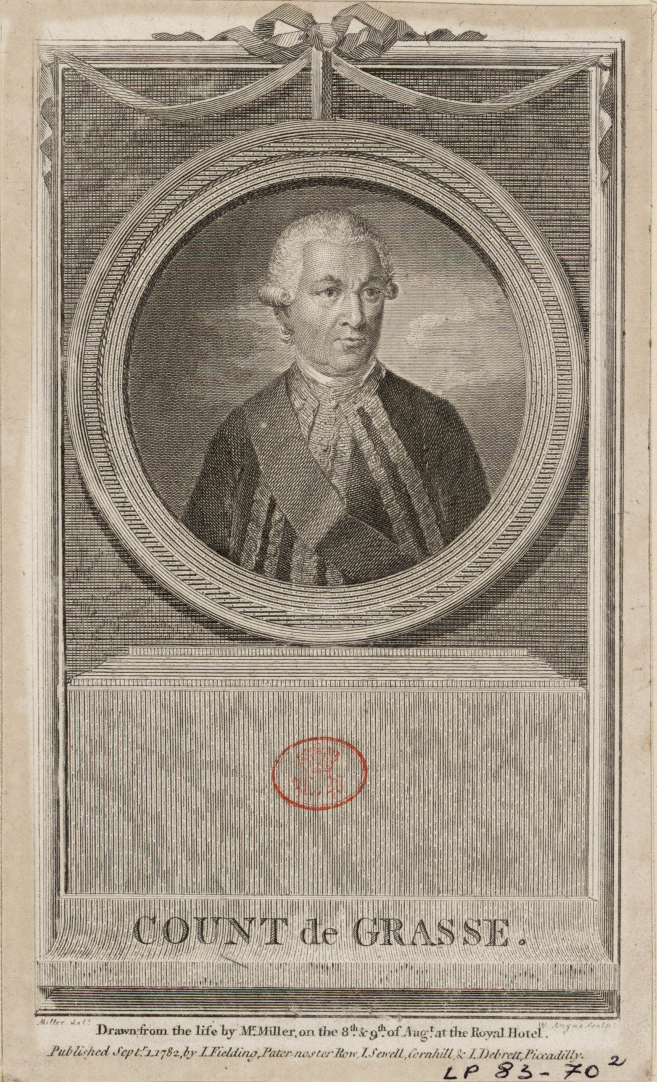
Portrait de Grasse, gravure anglaise vers 1782.
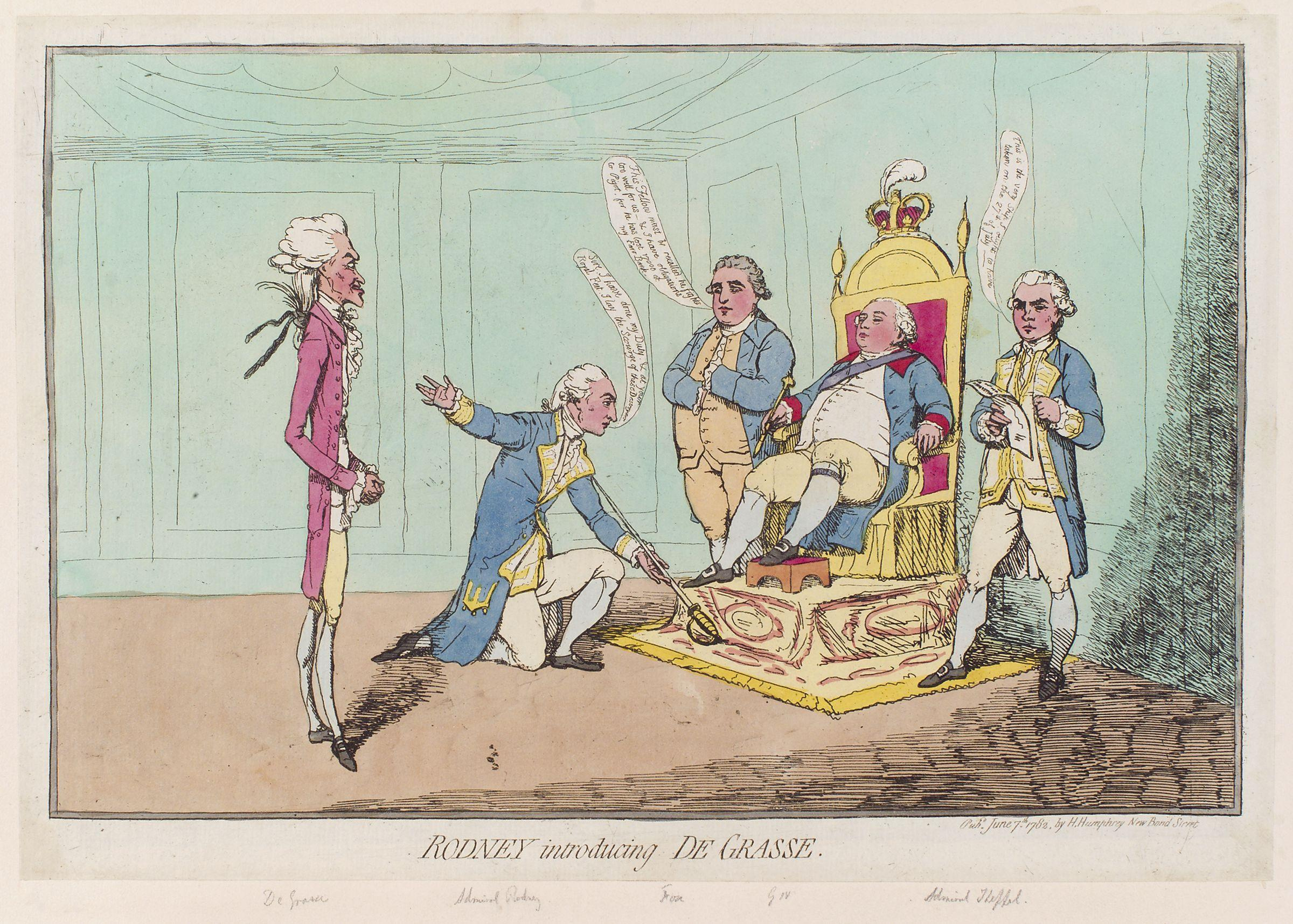
Caricature de 1782 par James Gillray, où Grasse est présenté au roi par son vainqueur.
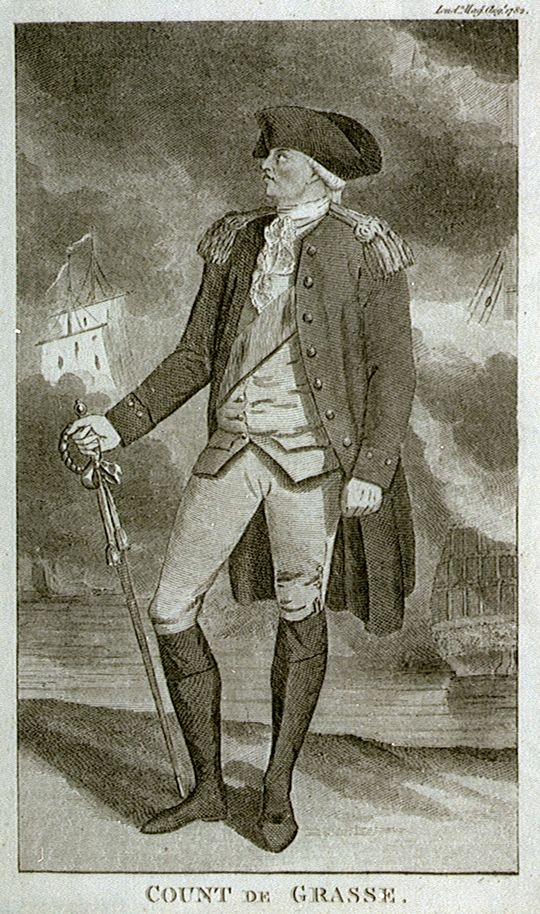
Grasse pendant sa captivité en Angleterre, gravure anglaise de 1782.
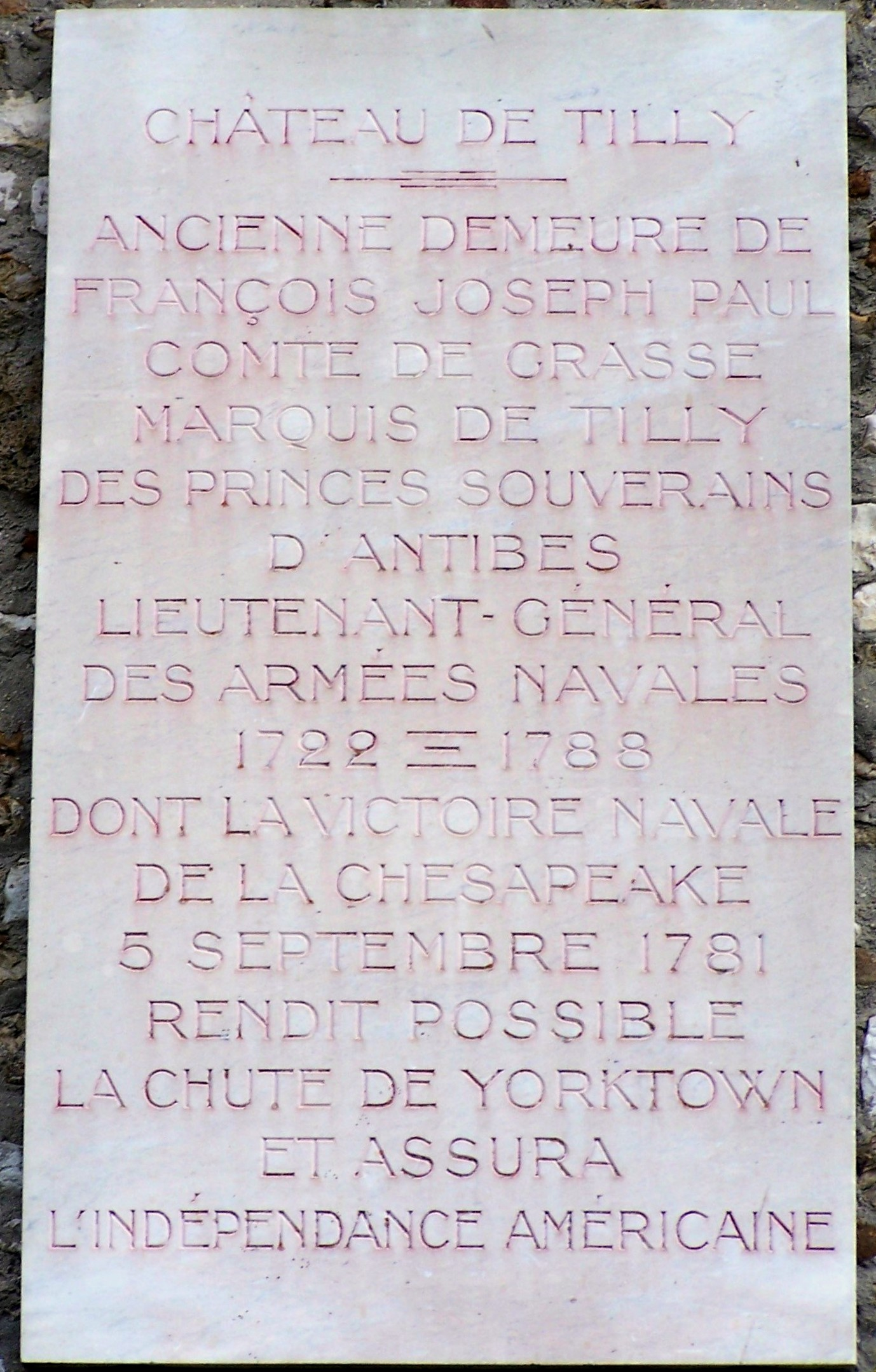
Plaque commémorative à la mémoire du comte de Grasse, sur le château de Tilly.
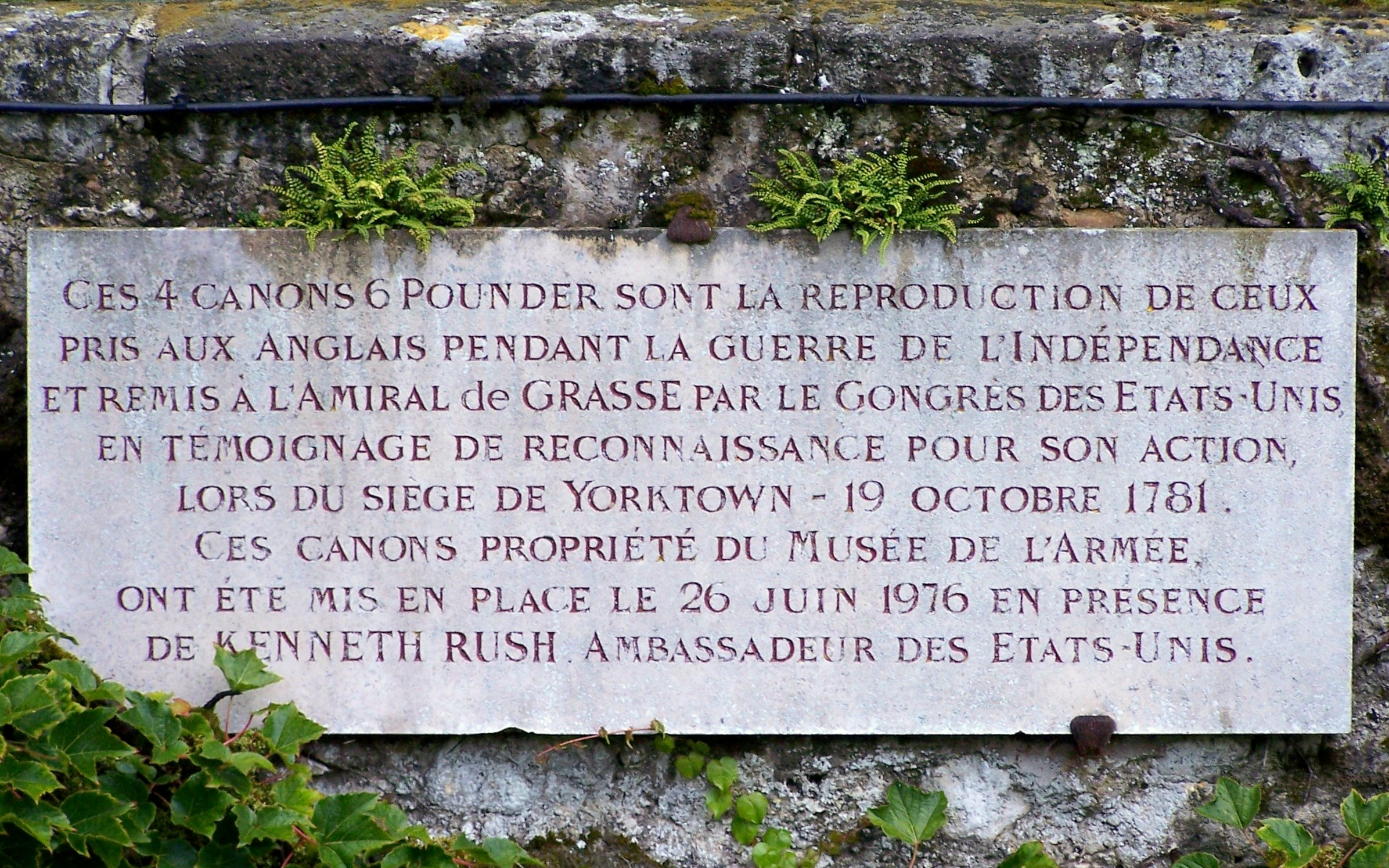
Plaque commémorative concernant les canons de Tilly.
Cyril de La Patellière, Monument à l'amiral de Grasse (1988), Le Bar-sur-Loup.
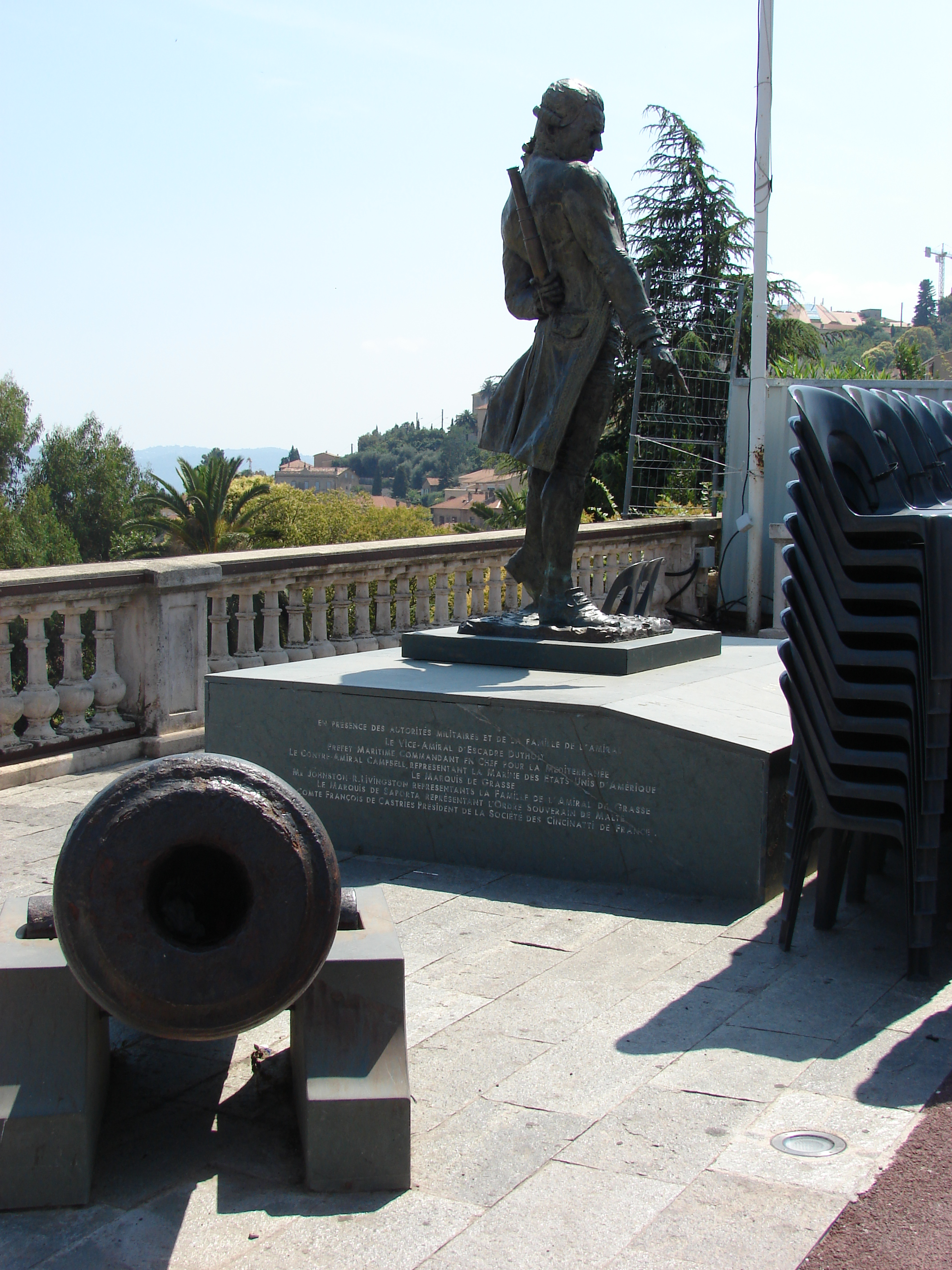
Cyril de La Patellière, Monument à l'amiral de Grasse (1988), Grasse.
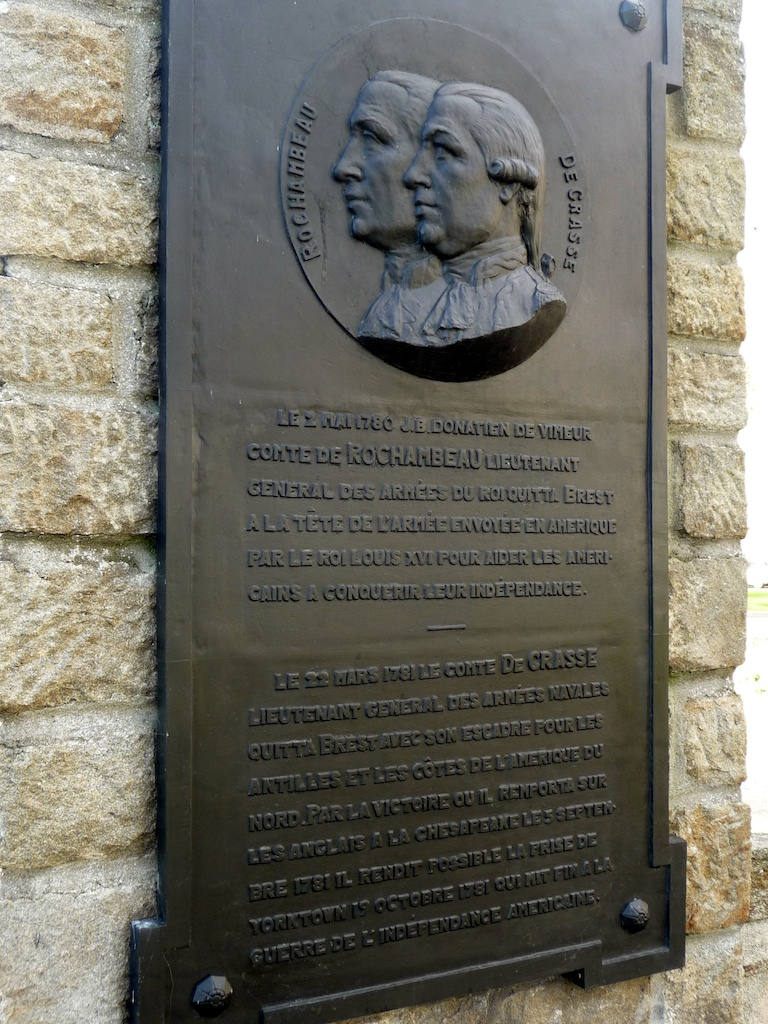
Plaque commémorative aux comtes de Rochambeau et de Grasse, Brest, cours Dajot.

### Sources et bibliographie
: document utilisé comme source pour la rédaction de cet article.
Sources anciennes
- Mémoire du comte de Grasse sur le combat naval du 12 avril 1782, avec les plans des positions principales des armées respectives, 1782.
- Alexandre de Grasse, Notice biographique sur l'amiral comte de Grasse d'après les documents inédits, 1840.
- Georges Lacour-Gayet, La Marine militaire de la France sous le règne de Louis XV, Honoré Champion éditeur, 1902, édition revue et augmentée en 1910 (lire en ligne).
- Georges Lacour-Gayet, La marine militaire de France sous le règne de Louis XVI, Paris, éditions Honoré Champion, 1905 (lire en ligne).

Ouvrages récents
- Jean-Jacques Antier, L'Amiral De Grasse, héros de l'indépendance américaine, Paris, éditions Plon, 1965, 475 p.
- Jean Meyer et Martine Acerra, Histoire de la marine française : des origines à nos jours, Rennes, Éditions Ouest-France, 1994, 427 p. (ISBN 2-7373-1129-2).
- Étienne Taillemite, Dictionnaire des marins français, Paris, éditions Tallandier, mai 2002 (1re éd. 1982) (ISBN 978-2-84734-008-2).
- Contre-Amiral Hubert Granier, Marins de France au combat, 1715-1789, t. 3, éditions France-Empire, 1995 (ISBN 978-2-7048-0758-1).
- Étienne Taillemite, Louis XVI ou le navigateur immobile, Paris, éditions Payot, coll. « Portraits intimes Payot », 15 mars 2002, 272 p. (ISBN 2-228-89562-8).
- Patrick Villiers et Jean-Pierre Duteil, L'Europe, la mer et les colonies XVIIe-XVIIIe siècle, Paris, Hachette supérieur, coll. « Carré Histoire » (no 37), 1997, 255 p. (ISBN 2-01-145196-5).
- Jean Meyer et Jean Béranger, La France dans le monde au XVIIIe siècle, Paris, éditions Sedes, coll. « Regards sur l'histoire », 1993, 380 p. (ISBN 2-7181-3814-9).
- Lucien Bély, Les Relations internationales en Europe (XVIIe – XVIIIe siècle), éditions PUF, 2007 (1re éd. 1992), 773 p. (ISBN 978-2-13-056294-8 et 2-13-056294-9).
- Martine Acerra et André Zysberg, L'essor des marines de guerre européennes : vers 1680-1790, Paris, SEDES, coll. « Regards sur l'histoire » (no 119), 1997, 298 p. [détail de l’édition] (ISBN 2-7181-9515-0, BNF 36697883).
- Jean-Christian Petitfils, Louis XVI, Paris, éditions Perrin, avril 2005, 1116 p. (ISBN 2-262-01484-1).
- André Zysberg, Nouvelle histoire de la France moderne, vol. 5 : La Monarchie des lumières, 1715-1786, éditions du Seuil, 2002.
- Michel Vergé-Franceschi (dir.), Dictionnaire d'Histoire maritime, Paris, éditions Robert Laffont, coll. « Bouquins », 2002, 1508 p. (ISBN 2-221-08751-8).
- Guy Le Moing, Les 600 plus grandes batailles navales de l'Histoire, Rennes, Marines Éditions, mai 2011, 620 p. (ISBN 978-2-35743-077-8).
- Rémi Monaque, Une histoire de la marine de guerre française, Paris, éditions Perrin, 2016, 526 p. (ISBN 978-2-262-03715-4).
- Marie-Hélène Morot-Sir, 1608-2008 : Quatre cents hivers, autant d'étés, Publibook, avril 2008, 376 p. (ISBN 978-2-7483-4155-3).
- Olivier Chaline (dir.), Philippe Bonichon (dir.) et Charles-Philippe de Vergennes (dir.), Les marines de la Guerre d’Indépendance américaine (1763 – 1783) : L’opérationnel naval, t. 2, Paris, PUPS, 2018, 457 p. (ISBN 979-10-231-0585-8)

Ouvrages en anglais
- (en) Jonathan R. Dull, The French Navy and American Independance : A Study of arms and diplomacy, 1774-1783, Londres, Princeton University Press, 1975.
- (en) Lee Kennett, The French Forces in America, 1780-1783, Londres, Westport, Connecticut & Greenwood Press, 1977.

Ouvrages généraux
- Jean-Claude Castex, Dictionnaire des batailles navales franco-anglaises, Laval (Canada), éditions Presses Université de Laval, 2004, 418 p. (lire en ligne).